# Division 1 Féminine
Die Division 1 Féminine oder kurz D1F (ab 2024/25: Première Ligue) ist die höchste Spielklasse im französischen Frauenfußball. Sie wurde 1992 eingerichtet, trug bis 2002 die offizielle Bezeichnung Championnat National 1 A (N1A) und umfasste von Beginn an stets zwölf Mannschaften. Bisher haben ihr Teams aus 60 Vereinen angehört, am längsten die ASJ Soyaux, der Juvisy FCF (als einziger in sämtlichen Spielzeiten bis 2017), Paris Saint-Germain, der Montpellier HSC, Olympique Lyon und Stade Saint-Brieuc. Seit Beginn der Saison 2019/20 engagiert sich mit dem Chemieunternehmen Arkema erstmals ein Namenssponsor in dieser Liga.

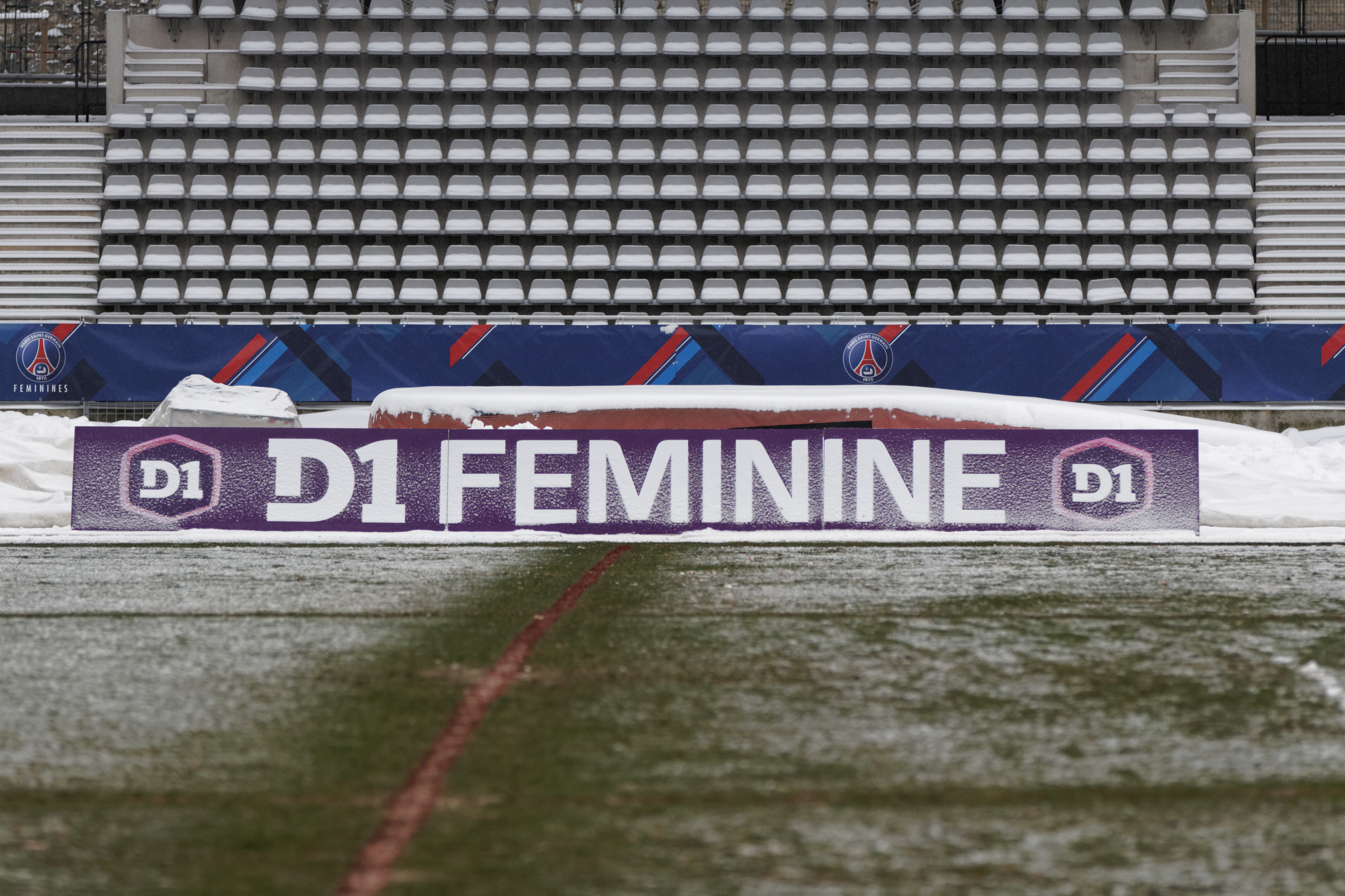
Langjähriges Logo der Division 1 Féminine

Organisatorisch und sportrechtlich unterstand sie bis 2024 dem Landesverband FFF, seither dem neu geschaffenen Ligaverband LFFP (Ligue Féminine de Football Professionnel). Die siegreiche Mannschaft wird als französischer Frauenmeister der betreffenden Saison mit einem Wanderpokal ausgezeichnet. Vor der Gründung der Liga wurde bereits seit 1974/75 eine Meisterschaft in Endrundenturnierform ausgespielt.
Im europäischen Vergleich erfolgte die Schaffung der Liga erst relativ spät. 2013 belegte die D1F aufgrund der Erfolge ihrer Vertreterinnen in der UEFA Women’s Champions League zum ersten Mal den ersten Rang in der UEFA-Fünfjahreswertung – vor der deutschen und der schwedischen höchsten Spielklasse; seit der Saison 2018/19 liegt Frankreich bezüglich dieses „Klubkoeffizienten“ in Europa durchgehend an der Spitze. Trotz solcher Entwicklungen, die im Wesentlichen allerdings auf den Erfolgen eines einzigen Klubs (des „Serienmeisters“ Olympique Lyon) beruhen, nimmt die D1F in Frankreich vom medialen wie vom Zuschauerinteresse, aber auch von den wirtschaftlichen Kennzahlen (Vereinsbudgets, Spielerinneneinkommen, Transfersummen, Sponsoring) her gegenüber der ersten Liga der Männer nur eine nachgeordnete Position ein.

## Geschichte der Meisterschaften
Die Titelkämpfe und -träger aus den Anfangsjahrzehnten des 20. Jahrhunderts hat die FFF bis in die Gegenwart nicht anerkannt. Die sich daran anschließenden, offiziellen und bisher vier Jahrzehnte umfassenden französischen Meisterschaften nach dem Zweiten Weltkrieg lassen sich in wenige Abschnitte unterteilen, in denen jeweils eine oder zwei Frauschaften dominierten.
Insgesamt weist die Geschichte des französischen Frauenfußballs in diesen vier Jahrzehnten erst elf unterschiedliche Meistervereine auf – und wenn man berücksichtigt, dass es in Toulouse und Lyon zu Vereinswechseln der erfolgreichen Teams zum größeren örtlichen Klub gekommen war, sogar nur neun. Den am längsten anhaltenden Erfolg (siehe dazu auch die „Ewige Tabelle“ weiter unten) kann freilich der Juvisy FCF für sich reklamieren, denn seit 1992 gab es nur drei Spielzeiten, in der er nicht zu den besten drei Teams Frankreichs gehörte – das war 2010/11 und 2015/16, als die Frauen aus der 15.000-Einwohner-Gemeinde jeweils lediglich Vierte der Abschlusstabelle wurden, sowie 2016/17 mit einem fünften Rang. 2017 fusionierte Juvisy mit dem Paris FC und wird deshalb seine Erfolgsgeschichte nicht weiter fortschreiben können.

### Vorgeschichte bis Mitte des 20. Jahrhunderts
Frauen spielten in Frankreich bereits vor dem Ersten Weltkrieg Fußball, und Landesmeisterinnen gab es damals ebenfalls schon, wenngleich sich diese sportlichen Aktivitäten schwerpunktmäßig auf Paris konzentrierten. Zwölf der 15 Titel gewann Fémina Sport, und auch die anderen Meister (zweimal En Avant sowie Les Sportives) kamen aus der Hauptstadt. Weil weder die 1919 gegründete FFF noch ihr Vorgänger Comité Français Interfédéral (CFI) Frauenvereine aufzunehmen bereit waren, hatten diese mit der Fédération des Sociétés Féminines Sportives de France (FSFSF) einen eigenen Verband gegründet, der den Spielbetrieb organisierte. Diese Frühgeschichte fand in der ersten Hälfte der 1930er Jahre ein Ende.
In den folgenden mehr als drei Jahrzehnten wirkten sich tiefgreifende soziale, ökonomische und politische Veränderungen auch auf den Frauenfußball aus. Vorrangig waren dies in den 1930ern die zunehmende Ablehnung dieser Sportart in weiten Teilen der französischen Gesellschaft, die wachsende Konkurrenz durch andere Freizeitangebote für junge Frauen und die materiellen Auswirkungen der Weltwirtschaftskrise (Genaueres siehe hier). Ab 1940 und unter deutscher Besetzung des Landes beförderte das kollaborierende Vichy-Regime ein Geschlechterrollenbild, das zwar körperlich-sportlicher Betätigung von Frauen gegenüber positiv eingestellt war, nicht jedoch dem Fußball, der offiziell als „schädlich für die Frauen“ gebrandmarkt und 1941 verboten wurde. Diese Entwicklungen wirkten über die Befreiung Frankreichs und die erste Wiederaufbauphase fort. Selbst in den 1950er Jahren wurden, anders als in anderen Staaten westlich des Eisernen Vorhangs, in stärker durch den Katholizismus geprägten Gesellschaften wie der französischen noch nicht einmal zaghafte Schritte zu einer Reinstallierung des Frauenfußballs unternommen. Diese erfolgten erst mit dem sozialen und Einstellungswandel zwanzig Jahre nach Kriegsende.

### Legalisierung des Frauenfußballs und Meisterschaftsendrunden
Nachdem es seit Mitte der 1960er Jahre auch in Frankreich zu einer Wiederbelebung des Frauenfußballs kam, dauerte es noch bis zum März 1970, ehe der Landesverband FFF dessen Ausübung legalisierte (Näheres dazu siehe hier), und weitere vier Jahre, bis er eine offizielle französische Meisterschaft ins Leben rief. Für deren erste Endrunde (1974/75) hatten sich in regionalen Vorentscheidungen acht Frauenteams qualifiziert: FC Bergerac, SC Caluire Saint-Clair, ARC Cavaillon, FC Metz, Arago Sport Orléans, Stade Reims, FC Rouen und FC Vendenheim. Den Titel gewannen in dieser Debütsaison die Frauen aus Reims.
Stade Reims, das in sämtlichen acht Endspielen bis 1982 vertreten war und fünf davon gewann, sowie die AS Étrœungt (bei vier Finalteilnahmen dreimal siegreich) dominierten diesen ersten Zeitabschnitt. Diese beiden waren im übrigen die einzigen Landesmeister, die der höchsten Liga Frankreichs über Jahrzehnte nie angehört hatten; Étrœungt unterhält schon seit Mitte der 1980er kein Frauenteam mehr, während Reims 2014 wieder ein solches aufbaute, dem 2019 der Aufstieg in die D1F gelang. Interessanterweise spielten Teams aus der Hauptstadtregion in dieser Zeit keine Rolle. Dies änderte sich mit dem Beginn der fußballerischen Dominanz der VGA Saint-Maur; deren Frauen brachten es zwischen 1983 und 1990 auf sechs Meistertitel, unterbrochen lediglich von je einem Erfolg der ASJ Soyaux, die vier weitere Endspiele verlor, und von CS Saint-Brieuc. Saint-Maurs letzte Finalteilnahme (1991) ging mit dem Beginn der Vormachtstellung des FC Lyon und des Juvisy FCF einher, die sich bis 1998 nahezu im Wechsel den Meistertitel sicherten – sowohl in den letzten Jahren, in denen dieser noch in einer Mischung aus Gruppenspielen und einer Finalrunde im K.-o.-Modus ausgespielt wurde, als auch im 1992 eingeführten reinen Ligabetrieb.
| Die Meisterschaften vor Einführung der Liga (1974–1992) | Die Meisterschaften vor Einführung der Liga (1974–1992) | Die Meisterschaften vor Einführung der Liga (1974–1992) | Die Meisterschaften vor Einführung der Liga (1974–1992) | Die Meisterschaften vor Einführung der Liga (1974–1992)                      |
| Saison                                                  | Meister                                                 | Vizemeister                                             | Ergebnis Finale                                         | Halbfinalistinnen (1979/80 bis 1981/82 und 1986/87: Halbfinalgruppen-Zweite) |
| ------------------------------------------------------- | ------------------------------------------------------- | ------------------------------------------------------- | ------------------------------------------------------- | ---------------------------------------------------------------------------- |
| 1974/75                                                 | Stade Reims                                             | Arago Sport Orléans                                     | 5:0                                                     | FC Rouen, FC Bergerac                                                        |
| 1975/76                                                 | Stade Reims                                             | FC Rouen                                                | 4:1 / 4:0                                               | FC Bergerac, AS Pusignan                                                     |
| 1976/77                                                 | Stade Reims                                             | SC Caluire Saint-Clair                                  | 4:0 / 0:1                                               | FC Bergerac, AS Étrœungt                                                     |
| 1977/78                                                 | AS Étrœungt                                             | Stade Reims                                             | 1:0 / 1:1                                               | AS Romagnat, SC Caluire Saint-Clair                                          |
| 1978/79                                                 | AS Étrœungt                                             | Stade Reims                                             | 2:0 / 1:2                                               | Olympique Marseille, FC Lyon                                                 |
| 1979/80                                                 | Stade Reims                                             | AS Soyaux                                               | 2:0                                                     | Olympique Marseille, Stade Quimper                                           |
| 1980/81                                                 | AS Étrœungt                                             | Stade Reims                                             | 1:1, 5:4 i. E.                                          | FC Lyon, ASJ Soyaux                                                          |
| 1981/82                                                 | Stade Reims                                             | AS Étrœungt                                             | 2:1                                                     | SC Caluire Saint-Clair, ASJ Soyaux                                           |
| 1982/83                                                 | VGA Saint-Maur                                          | FCF Hénin-Beaumont                                      | 1:1, 7:6 i. E.                                          | US Cannes-Bocca, ASJ Soyaux                                                  |
| 1983/84                                                 | ASJ Soyaux                                              | VGA Saint-Maur                                          | 1:0                                                     | FCF Hénin-Beaumont, AS Muret                                                 |
| 1984/85                                                 | VGA Saint-Maur                                          | FC Lyon                                                 | 2:0                                                     | EC Tours, FCF Hénin-Beaumont                                                 |
| 1985/86                                                 | VGA Saint-Maur                                          | ASJ Soyaux                                              | 5:1                                                     | Omnium Sports Monaco, ASPTT Strasbourg                                       |
| 1986/87                                                 | VGA Saint-Maur                                          | ASJ Soyaux                                              | 3:0                                                     | FC Le Neubourg, FC Lyon/OS Monaco (ex aequo)                                 |
| 1987/88                                                 | VGA Saint-Maur                                          | FCF Hénin-Beaumont                                      | 1:1, 3:2 i. E.                                          | CS Saint-Brieuc, JS Poissy                                                   |
| 1988/89                                                 | CS Saint-Brieuc                                         | ASJ Soyaux                                              | 2:2, 5:4 i. E.                                          | JS Poissy, Racing Flacé-Mâcon                                                |
| 1989/90                                                 | VGA Saint-Maur                                          | JS Poissy                                               | 3:0                                                     | Juvisy FCF, FC Lyon                                                          |
| 1990/91                                                 | FC Lyon                                                 | VGA Saint-Maur                                          | 1:1, 4:2 i. E.                                          | JS Poissy, Juvisy FCF                                                        |
| 1991/92                                                 | Juvisy FCF                                              | CS Saint-Brieuc                                         | 3:2                                                     | FCF Hénin-Beaumont, FC Lyon                                                  |

### Die Gründung einer französischen Liga
Zur Gründung der Frauenliga kam es, weil seit der zweiten Hälfte der 1980er Jahre die Unzufriedenheit mit dem bisherigen Meisterschaftsmodus bei allen Beteiligten wuchs. Die Spitzenvereine und die leistungsstarken Spielerinnen beklagten, dass sie in der ersten Hälfte einer Saison auf regionaler Ebene gegen häufig sehr leistungsschwache Gegner nahezu nie gefordert wurden und diese Partien auch für Zuschauer kaum attraktiv waren, so dass die Einnahmen häufig nicht einmal die Fahrtkosten bei Auswärtsspielen abdeckten. Bereits 1982 hatte der Trainer der AS Étrœungt, Daniel Bertrand, das Wettbewerbsformat als „lachhaft“ und die erste Meisterschaftsphase als reinen Zeitverlust kritisiert. Auch aus Verbandskreisen kam zunehmend Kritik, wenngleich in der männerdominierten FFF ein „absolutes Desinteresse an Themen des Frauenfußballs“ herrschte. Aber sowohl der 1987 zum Nationaltrainer berufene Aimé Mignot als auch die kämpferische Pionierin Marilou Duringer sahen angesichts einer stagnierenden Leistungsentwicklung der Frauennationalelf, die sich noch für kein Kontinentalturnier hatte qualifizieren können, den einzigen Ausweg in einer „Konzentration in der Spitze“. 1991 – Frankreich fehlte wiederum bei der Europa- wie bei der Weltmeisterschaftsendrunde – beschloss der FFF-Bundesrat dann die Einführung der Liga unter Amateurbedingungen ab 1992, deren zwölf Teilnehmer in einer einzigen Gruppe (poule unique) den französischen Meister ermitteln sollten. Dies geschah somit deutlich später als insbesondere in Skandinavien, aber auch in Belgien oder der Schweiz und kurz nach Deutschland und England.
Zur Festlegung, welche Teams dem Championnat National 1 A in seiner Debütsaison angehören durften, wurde bestimmt, dass die jeweils vier Bestplatzierten der drei Meisterschafts-Vorrundengruppen aus der Spielzeit 1991/92 qualifiziert waren. Auf eine Einbeziehung der Erfolge vorangehender Jahre verzichtete die FFF ebenso wie auf die Berücksichtigung des Prinzips „pro Stadt jeweils nur ein Verein“.
Somit setzte sich das Teilnehmerfeld aus FCF Condé-sur-Noireau, Racing Flacé-Mâcon, FCF Hénin-Beaumont, Titelverteidiger Juvisy FCF, FC Lyon, JS Poissy, CS Saint-Brieuc, VGA Saint-Maur, ASJ Soyaux, ASPTT Strasbourg sowie den Toulouser Teams von TOAC und Olympique Mirail zusammen. Zwei der drei Gruppenfünften (Paris Saint-Germain und die US Villers-les-Pots) hingegen hatten die Qualifikation nur um einen Punkt verpasst.

### National 1 A, Division 1 Féminine, Première Ligue
| Saison  | Meister             | Vizemeister         | Dritter             |
| ------- | ------------------- | ------------------- | ------------------- |
| 1992/93 | FC Lyon             | Juvisy FCF          | VGA Saint-Maur      |
| 1993/94 | Juvisy FCF          | FC Lyon             | ASPTT Strasbourg    |
| 1994/95 | FC Lyon             | Toulouse OAC        | Juvisy FCF          |
| 1995/96 | Juvisy FCF          | ASJ Soyaux          | Toulouse OAC        |
| 1996/97 | Juvisy FCF          | Toulouse OAC        | CS Saint-Brieuc     |
| 1997/98 | FC Lyon             | Juvisy FCF          | Toulouse OAC        |
| 1998/99 | Toulouse OAC        | ESOF La Roche       | Juvisy FCF          |
| 1999/00 | Toulouse OAC        | Juvisy FCF          | ESOF La Roche       |
| 2000/01 | Toulouse OAC        | ESOF La Roche       | Juvisy FCF          |
| 2001/02 | FC Toulouse         | Juvisy FCF          | FC Lyon             |
| 2002/03 | Juvisy FCF          | FC Lyon             | Montpellier HSC     |
| 2003/04 | Montpellier HSC     | FC Lyon             | Juvisy FCF          |
| 2004/05 | Montpellier HSC     | Juvisy FCF          | Olympique Lyon      |
| 2005/06 | Juvisy FCF          | Montpellier HSC     | Olympique Lyon      |
| 2006/07 | Olympique Lyon      | Montpellier HSC     | Juvisy FCF          |
| 2007/08 | Olympique Lyon      | Juvisy FCF          | Montpellier HSC     |
| 2008/09 | Olympique Lyon      | Montpellier HSC     | Juvisy FCF          |
| 2009/10 | Olympique Lyon      | Juvisy FCF          | Paris Saint-Germain |
| 2010/11 | Olympique Lyon      | Paris Saint-Germain | Montpellier HSC     |
| 2011/12 | Olympique Lyon      | Juvisy FCF          | Montpellier HSC     |
| 2012/13 | Olympique Lyon      | Paris Saint-Germain | Juvisy FCF          |
| 2013/14 | Olympique Lyon      | Paris Saint-Germain | Juvisy FCF          |
| 2014/15 | Olympique Lyon      | Paris Saint-Germain | Juvisy FCF          |
| 2015/16 | Olympique Lyon      | Paris Saint-Germain | Montpellier HSC     |
| 2016/17 | Olympique Lyon      | Montpellier HSC     | Paris Saint-Germain |
| 2017/18 | Olympique Lyon      | Paris Saint-Germain | Montpellier HSC     |
| 2018/19 | Olympique Lyon      | Paris Saint-Germain | Montpellier HSC     |
| 2019/20 | Olympique Lyon      | Paris Saint-Germain | Girondins Bordeaux  |
| 2020/21 | Paris Saint-Germain | Olympique Lyon      | Girondins Bordeaux  |
| 2021/22 | Olympique Lyon      | Paris Saint-Germain | Paris FC            |
| 2022/23 | Olympique Lyon      | Paris Saint-Germain | Paris FC            |
| 2023/24 | Olympique Lyon      | Paris Saint-Germain | Paris FC            |
| 2024/25 | Olympique Lyon      | Paris Saint-Germain | Paris FC            |

Nach der sechsjährigen Doppeldominanz der Spielerinnen von FC Lyon und Juvisy FCF kamen Frankreichs Fußballmeisterinnen ab 1998 zunächst vier Jahre in Folge aus Toulouse (TOAC beziehungsweise TFC), danach je zweimal vom HSC Montpellier und wiederum von dem Frauenverein aus Juvisy-sur-Orge. 2006/07 begann schließlich die ununterbrochene Serie von 14 Titelgewinnen durch die Frauen von Olympique Lyon. Wie uneingeschränkt deren Vormachtstellung ist, zeigt sich in der Bilanz dieser Jahre: von ihren insgesamt 302 Punktspielen bis zum Abschluss der Saison 2019/20 haben sie 277 gewonnen und lediglich fünf (je zwei gegen Juvisy und Paris Saint-Germain, eins gegen Hénin-Beaumont) verloren. Für Paris (achtmal), Montpellier und Juvisy (je dreimal) blieben dabei jeweils nur Vizemeisterschaften. Hier zeichnete sich seit 2012 insofern eine Veränderung ab, als Paris Saint-Germain den Rückstand auf Lyon zunehmend verringert hat, während „die Kluft zwischen diesen beiden und dem Rest der Liga anwächst“. Tatsächlich dauerte es bis zur Spielzeit 2020/21, dass PSG Lyon im Abschlussklassement den Rang abzulaufen vermochte. Eine Saison später stellte OL die gewohnte Reihenfolge wieder her.
Der Verband hatte schon in den ersten Jahren großen Wert auf eine kontinuierliche Nachwuchsarbeit der Erstdivisionäre gelegt. Um dies durchzusetzen, bedrohte er die Klubs mit Punktabzügen, falls diese keine Mädchenmannschaften verschiedener Altersstufen betrieben (je fehlendes Team drei Punkte) oder für diese keine ausgebildeten Übungsleiter beschäftigten (zwei Punkte). Die ersten Vereine, die für die Nichteinhaltung dieser Verpflichtung am Saisonende sanktioniert wurden, waren 1993/94 der FCF Hénin-Beaumont und OS Monaco. Besonders hart traf es zwei Spielzeiten später die JS Poissy, die acht ihrer zwölf auf dem Rasen errungenen Punkte abgezogen bekam. Insbesondere für Klubs aus ländlichen Regionen oder kleine Frauenfußballabteilungen waren diese Bedingungen häufig nicht einfach zu erfüllen. Celtic Marseille erhielt 2001 als zunächst letzter Verein einen solchen Abzug, ehe es 2011 erneut Hénin-Beaumont, 2014 die AS Muret und 2015 den Arras FCF traf. Diese Strafen waren allerdings in keinem einzigen Fall für Klassenerhalt oder Abstieg eines davon betroffenen Vereins ausschlaggebend.
Dem Ziel der Frauennachwuchsförderung diente 2002 auch die Verbandsentscheidung, mit CNFE Clairefontaine außerplanmäßig eine Mannschaft in die D1F aufzunehmen, die sich aus jugendlichen und heranwachsenden Elevinnen des nationalen Ausbildungs- und Trainingszentrums zusammensetzte. Dieses sportlich durchaus erfolgreiche Experiment beendete die FFF 2007 wieder. Einen Leidtragenden hatte dieses Intermezzo allerdings auch: Der FCF Monteux als einer von drei sportlich für den Aufstieg qualifizierten Zweitliga-Gruppensiegern musste 2002 für Clairefontaine zurückstehen und scheiterte anschließend drei weitere Male (2003, 2005 und 2008) in den Aufstiegsspielen.
Schließlich existiert zum Zweck der Stärkung der Nachwuchsarbeit seit der Saison 2010/11 auch eine A-Jugend-Liga (Challenge National Féminin U19), die in den ersten Jahren aus 16 Teams in zwei Gruppen bestand und seit 2014/15 27 Teams in drei Staffeln umfasst. Seit 2014 müssen sämtliche Männer-Profiklubs eine Frauen- sowie Mädchenmannschaften unterhalten, was allerdings nicht von allen fristgemäß umgesetzt worden ist. Das von Verbandspräsident Noël Le Graët gemeinsam mit seiner Generalsekretärin Brigitte Henriques betriebene Programm „Féminisation de Football“, mit dem die FFF seit 2011 den Frauenfußball massiv fördert, setzt zwar insbesondere bei der Nachwuchsausbildung und bei der strukturellen Unterstützung kleiner Vereine an; indirekt werde davon aber auch das Spielniveau in der D1F profitieren.
Die große Mehrzahl von Trainern in der Division 1 ist selbst in den 2020er Jahren noch männlich, so wie die beiden jeweils vierfachen Lyoner Titelgewinner Farid Benstiti und Patrice Lair. Diese Feststellung gilt auch bei reinen Frauenfußballvereinen. Dabei gab und gibt es durchaus erfolgreiche Trainerinnen wie Dominique Tedeschi und Élisabeth Loisel (schon vor Gründung der Liga mit VGA Saint-Maur, Loisel später auch als Nationaltrainerin), Bernadette Constantin (Soyaux), Sarah M’Barek (Montpellier, Guingamp), Sandrine Mathivet (Juvisy) und Corinne Diacre (Soyaux, von 2014 an drei Jahre lang Trainerin von Clermonts Männer-Profimannschaft und anschließend ebenfalls Sélectionneuse der Nationalelf).
Dafür werden Spiele dieser Liga seit den 2010er Jahren ausnahmslos von Schiedsrichtergespannen geleitet, in denen Männer höchstens noch an der Seitenlinie agierten. Die erste global bekannte französische Schiedsrichterin, Nelly Viennot, hat in den 1990er Jahren Partien der N1A und zudem, wie ihre aktuell erfolgreichste Kollegin, Stéphanie Frappart, auch Spiele im professionellen Männerbereich geleitet.

### Die aktuelle Saison
Die Saison endete mit dem 18. Titelgewinn seitens Olympique Lyon, das wiederum den Paris Saint-Germain FC souverän distanziert hat. Lyon und PSG qualifizierten sich damit ebenso für die Women’s Champions League wie der drittplatzierte Paris FC. In die zweite Liga steigen Stade Reims und En Avant Guingamp ab. Für sie komplettieren 2025/26 die Aufsteiger Olympique Marseille und Racing Lens das Zwölferfeld der D1.
Das Teilnehmerfeld wird ergänzt durch (in der Reihenfolge ihrer vorjährigen Platzierung) FCO Dijon, FC Fleury, Montpellier HSC, Le Havre AC, FC Nantes, Racing Strasbourg sowie die AS Saint-Étienne. Damit gehören dem fußballerischen Oberhaus weiterhin elf Frauenmannschaften an, die zu einem Männer-Profiverein gehören, dazu Fleury als einziger Amateurklub.
Der erste Spieltag wurde aufgrund der Europameisterschaftsendrunde erst für den 5. bis 7. September 2025 angesetzt, der 22. Spieltag soll am 6. Mai 2024 stattfinden. Anschließend folgen noch die Final Four der vier bestplatzierten Frauschaften.

## Austragungsmodus und Regularien
Im Verlauf einer Saison trifft jede Mannschaft zweimal auf jede andere Mannschaft, einmal davon vor eigenem Publikum, das andere Mal auswärts. Üblicher Haupt-Spieltag ist der Sonntag, einzelne Begegnungen werden aber auch sonnabends ausgetragen. Meister und Vizemeister qualifizieren sich für die UEFA Women’s Champions League, während die letztplatzierten Mannschaften in die Division 2 Féminine absteigen müssen. Am Ende der Saison 2010/11 gab es erstmals drei Absteiger aus der D1F, weil die zweite Liga seit Beginn dieser Spielzeit aus drei statt aus zwei Gruppen besteht, deren Gruppensieger das Recht zum direkten Aufstieg besitzen. Diese Regelung wurde mit Ende der Spielzeit 2015/16 wieder rückgängig gemacht, weil es ab 2016/17 erneut nur noch zwei D2-Staffeln gab (siehe weiter unten).
Bis einschließlich 1994/95 galt die Zwei-, dann die Drei-Punkte-Regel. Seit der Saison 1998/99 wurden, anders als in den meisten anderen europäischen Frauenligen, für einen Sieg vier Punkte vergeben, ein Unentschieden mit zwei statt einem Punkt belohnt. Selbst für eine Niederlage gab es einen Punkt, sofern das Spiel ausgetragen und nicht am Grünen Tisch entschieden wurde. Ab der Saison 2016/17 ist die D1F (wie auch die zweite Liga) zur Drei-Punkte-Regel zurückgekehrt. Eine weitere französische Besonderheit besteht darin, dass bei Punktgleichheit zwischen zwei oder mehr Teams als erstes Platzierungskriterium die Ergebnisse aus den direkten Aufeinandertreffen herangezogen werden und erst danach die Tordifferenz beziehungsweise die Anzahl der erzielten Treffer aller 22 Partien.
Ab 1999/2000 wurde im Anschluss an die „normale“ doppelte Punkterunde noch eine Meisterrunde der besten vier Teams zur Ermittlung des Titelgewinners durchgeführt; von diesem in Frankreich als Poule des as („Gruppe der Asse“) bezeichneten Saisonfinale hatte der Verband sich ein erhöhtes Zuschauerinteresse versprochen. Dabei stand in vier der fünf Austragungen am Ende ein anderes Team an der Spitze als der Tabellenführer der ersten Saisonphase. Nach der Spielzeit 2003/04 beendete die FFF dieses Experiment, auch auf den Druck der Vereine hin, wieder. 2023/24 wurde dennoch eine solche Play-off-Runde erneut eingeführt.
Der reguläre Zeitraum für Vereinswechsel dauert vom 1. Juni bis zum 15. Juli eines Jahres. Anders als bei den Männern dürfen Fußballerinnen aber auch vom 16. Juli bis zum 31. Januar des Folgejahres noch wechseln; allerdings setzt dies die Zustimmung des abgebenden Klubs voraus. War eine Spielerin in der ersten Saisonhälfte bereits für einen D1F-Klub zum Einsatz gekommen, durfte sie bis einschließlich 2017 zur Rückrunde nicht zu einem Ligakonkurrenten wechseln, sondern erst zur folgenden Saison. Da diese Beschränkung in den Männerligen nicht besteht, beabsichtigte die davon betroffene Karima Benameur 2015, sie aufgrund ihrer Unvereinbarkeit mit dem Diskriminierungsverbot vor einem ordentlichen Gericht anzufechten. Beginnend mit dem „Transferfenster“ im Januar 2018 hat die FFF diese Bestimmung geändert; ab dann dürfen Vereine in der Winterpause bis zu vier Spielerinnen auch an andere D1F-Klubs ausleihen und von diesen bis zu drei temporär aufnehmen, sofern diese volljährig und mit einem Bundesvertrag (siehe den Abschnitt hierunter) ausgestattet sind. Insbesondere finanzstarke Klubs mit einem großen Kader können so ihren Talenten und Ergänzungsspielerinnen mehr Matchpraxis ermöglichen.
Auch in der Frauenliga besteht eine Ausländerklausel, nach der die Vereinsverantwortlichen nicht mehr als zwei Spielerinnen einsetzen dürfen, die die Staatsbürgerschaft eines Nicht-EU-Staates besitzen.
Der 2024 neu geschaffene Profi-Ligaverband Ligue Féminine de Football Professionnel, zuständig für die beiden höchsten Spielklassen, hat Anfang 2025 der Ligaaufstockung auf 14 oder 16 Klubs eine Absage erteilt; die war insbesondere von solchen Vereinen favorisiert worden, die nur wenige Nationalspielerinnen in ihren Reihen und auch kaum Aussichten auf eine Teilnahme an der Champions League haben. Sie beklagen, dass der Saisonkalender mit lediglich 22 Punktspielen mehrmals längere spielfreie Wochen enthält. Um dies zu kompensieren, beabsichtigt die LFFP laut ihrem Vorsitzenden Jean-Michel Aulas die Einführung eines Ligapokalwettbewerbs, wobei etliche Fragen wie dessen erste Austragung, unterschiedliche Einstiegszeitpunkte der Teams und die Vergabe der Fernsehrechte aber noch offen blieben.

## Amateure, Vertragsspielerinnen und Profis
Im Jahr 2017 gab es in Frankreich insgesamt 118.842 registrierte Fußballspielerinnen aller Altersstufen; auf eine größere Anzahl konnte sich der Frauenfußball in Europa nur in Deutschland (knapp 204.000) und den Niederlanden (155.000) – Letztere weisen zudem im Erwachsenenbereich die meisten Mannschaften auf – stützen. Anfang 2023 hat sich die Spielerinnenzahl auf 176.682 erhöht, wozu fast 44.000 Frauen in anderen Funktionen (Trainer, Schiedsrichter, Vereins- und Verbandsfunktionäre) hinzukommen.

Bis 2002 hatte es sich bei den französischen Fußballerinnen ausnahmslos um reine Amateure gehandelt. Bis dahin erstatteten auch nur sehr wenige Klubs ihren Aktiven Fahrtkosten zu Auswärtsspielen oder die Ausrüstung; Sieg- oder Punktprämien wurden nicht bezahlt. Erst während des vorangehenden Erstligajahrzehnts (seit 1992) wurde wöchentlich zweimaliges Training üblich, das sich selbst Anfang des 21. Jahrhunderts noch nicht bei allen Vereinen auf vier Einheiten erhöht hatte. Die Nationalspielerin Élodie Woock, die später auch im Ausland spielte, formulierte 1998:

„Wir verkörpern noch die wahren Werte [des Sports], uns motivieren weder das Geld noch der Ruhm, sondern die Leidenschaft, der Enthusiasmus und die Emotionen.“

Amateurstatus weist auch 2015 noch die Mehrzahl der Erstligavereine auf, obwohl sie ab der Saison 2002/03 Spielerinnen für die Ausübung ihres Sportes finanziell entlohnen durften, wobei die maximal zulässigen Vergütungen im Vergleich zum Männerfußball außerordentlich moderat ausfielen. Dazu wurde von der FFF ein als „Bundesvertrag“ (contrat fédéral) bezeichneter Arbeitsvertrag eingeführt, den es für das andere Geschlecht schon länger gibt, der die Einkommenshöhen ebenso regelt wie andere Rechte und Pflichten von Vereinen und Fußballerinnen, beispielsweise auch in Fragen des Vereinswechsels. Die Minimaleinkommen werden jährlich in Abstimmung mit der Spielergewerkschaft UNFP neu festgesetzt. Diese Bundesverträge können nur bei Erst- und Zweitligisten abgeschlossen werden und müssen auch keine Vollzeitbeschäftigung beinhalten. Aber selbst in der D1F besaßen 2013 nur rund 60 von insgesamt knapp 300 Spielerinnen einen solchen Vertrag; zwei Drittel von diesen spielten für Lyon oder Paris (Saisonbudget jeweils zwischen dreieinhalb und fünf Millionen Euro, während der Ligadritte Juvisy seinen Etat zwar verdoppelt hatte, der dadurch aber auch nur auf 0,9 Mio. € angewachsen war). Noch zwei Jahre zuvor beispielsweise bestanden bei Lyon 20, bei Paris und Guingamp je zwei sowie bei Juvisy lediglich ein solcher Vertrag. Während man bei den drei finanzstärksten Vereinen aktuell von einem mittleren Einkommen um 4.000 Euro ausgehen kann, beträgt die vereinbarte Höhe für Vertragsspielerinnen bei anderen Erstdivisionären nur gut die Hälfte dieses Betrags. Dazu kommen Punktprämien (höchstens 150 Euro pro Sieg) und 200 Euro Zulage durch die FFF, von der aber lediglich Spitzenspielerinnen profitieren. Hingegen betrachtet es selbst ein ausnehmend erfolgreicher Verein wie Juvisy FCF schon als Fortschritt, dass er seit 2013 all seinen Spielerinnen den Verdienstausfall im Hauptberuf erstatten kann, der durch eine intensivierte Trainingsteilnahme während der Arbeitszeit entsteht.
Fußballerinnen, die in einem solchermaßen geregelten Arbeitsverhältnis stehen, werden als Vertragsamateure oder – in Frankreich ist der Begriff allerdings eher wenig gebräuchlich – Halbprofis (Semi-professionnelles) bezeichnet. In aller Regel müssen sie, sofern sie sich nicht noch in der Ausbildung befinden, neben ihrem Sport einer beruflichen Tätigkeit nachgehen; dabei finden manche Unterstützung durch ihren Verein und gelegentlich durch den Verband nebst seinen Untergliederungen, die Arbeitsplätze in Geschäftsstellen oder der Nachwuchsförderung zur Verfügung stellen.
Obwohl keiner der Frauenvereine beziehungsweise -abteilungen über ein dem Männersport vergleichbares professionelles Statut verfügt, gibt es seit den 2010er-Jahren auch echte Berufssportlerinnen, deren Einkommen frei verhandelbar ist; dies sind meist ausländische oder einheimische Nationalspielerinnen. Im französischen Frauenfußball leisten sich derzeit allerdings nur Olympique Lyon, Paris SG und der HSC Montpellier eine größere Zahl von Profis, weil hinter deren Frauenteams die finanziellen Ressourcen von Vereinen mit erfolgreichen Männermannschaften stehen. Anfangs waren dies insbesondere Ausländerinnen (siehe das entsprechende Kapitel weiter unten).
Angaben zu den exakten Einkünften werden in aller Regel nicht bekannt; L’Équipe hat erstmals 2012 das Gehaltsspektrum im Kader von Olympique Lyon auf zwischen 1.500 und 10.000 Euro monatlich beziffert; dazu erhielt jede Spielerin vom Verein einen Smart gestellt. Allerdings ist ein Beispiel wie das des FCF Hénin-Beaumont typischer für das Gros der Klubs. Die Nordfranzosen hatten im selben Jahr lediglich zwei Vertragsamateure in ihrem Aufgebot, wovon eine mit 900 Euro brutto und einer mietfreien Wohnung entlohnt wurde, während der Rest der Spielerinnen sich als Amateure mit 60 Euro Siegprämie begnügen musste.
2023 sind die Bruttoeinkommen sehr stark angestiegen – allerdings mit der Einschränkung, dass die Spitzenverdienerinnen nach wie vor ausschließlich bei den beiden großen Vereinen zu finden sind; und selbst bei diesen zwölf Frauen, von denen sieben bei Lyon und fünf bei PSG auf der Gehaltsliste stehen, reicht die Spanne von 50.000 (Marie-Antoinette Katoto) bis 25.000 € (Dzsenifer Marozsán und Sakina Karchaoui); hinter Katoto folgen Lieke Martens, Wendie Renard, Kadidiatou Diani und Ada Hegerberg (zwischen 35 und 42.000). Während der Durchschnittsverdienst bei diesen zwei Klubs mit 12.000 beziehungsweise 14.000 Euro angegeben wird, liegt er bei sieben Erstdivisionären in der Saison 2022/23 lediglich zwischen 1.300 und 2.000 Euro. Auch bei Bordeaux, dem Paris FC und Montpellier verdienen die Spielerinnen im Mittel nur geringfügig mehr (zwischen 2.600 und 3.000 €). Eine vom Verband eingesetzte Kommission unter Lyons Präsidenten Jean-Michel Aulas hat 2022 ein Konzept vorgelegt, wie ein den Männern vergleichbarer Professionalismus hinsichtlich Ausbildung, Ligastrukturen und finanzieller Gleichbehandlung (Überwindung des Gender-Pay-Gap) im französischen Frauenfußball eingeführt werden kann.
Relativ neu im Frauenfußball ist das „Herauskaufen“ von Spielerinnen aus ihrem noch laufenden Vertrag durch einen Ligakonkurrenten, das erstmals 2013 stattfand: dabei soll Paris für die Nationalmittelstürmerin Marie-Laure Delie, die noch zwölf Monate an Montpellier gebunden war, eine Ablösesumme von 50.000 Euro bezahlt haben. 2015 bezahlte Lyon sogar mehr als das Doppelte dieses Betrags an Guingamp, um sich die Dienste von Griedge Mbock Bathy zu sichern.
Das Durchschnittsalter der Ligaspielerinnen ist sehr niedrig. So waren von den 2014/15 insgesamt eingesetzten 316 Sportlerinnen zu Saisonbeginn 20 maximal 16 Jahre alt, eine davon, Angéline Da Costa aus Albi, sogar erst 14. Der Altersgruppe der mindestens 30-Jährigen gehörten hingegen lediglich 15 Frauen an. Der am stärksten vertretene Einzeljahrgang war die Gruppe der 17-Jährigen (34 Spielerinnen), gefolgt von den ein Jahr älteren (33) und den 22-Jährigen (31).

## Ausländerinnen in der Liga
Sehr vereinzelt hatten bereits in Zeiten der N1A ausländische Frauen für einen französischen Erstligisten gespielt; so zählte beispielsweise 1993 die russische Angreiferin Irina Olegowna Grigorjewa zum Kader des FC Lyon. Allerdings kam es erst mit der Legalisierung der Entlohnung im Frauenfußball durch die FFF sowie der wachsenden Spielstärke in der D1F dazu, dass Frankreich für Fußballer aus anderen Ländern attraktiv wurde; erst ab dann liegen auch konsistente Vergleichszahlen vor. Es begann mit vier Ausländerinnen in der Saison 2003/04 – darunter drei Ungarinnen bei der USCCO Compiègne –, deren Zahl 2010/11 auf ein Dutzend angewachsen war und sich Anfang 2015 auf 38 Spielerinnen erneut verdreifachte, wovon zwei Drittel bei einem der „vier Großen“ der Division 1 unterschrieben haben. 2017 war, einer Untersuchung der UEFA zufolge, Frankreich europaweit das attraktivste Ziel für ausländische (semi-)professionelle Spielerinnen – vor England, Schweden und Norwegen. In diesen vier Verbänden sind auch die meisten der insgesamt knapp 1.800 Spielerinnen tätig, die ihren Lebensunterhalt ausschließlich mit dem Sport verdienen.
Bei den weniger finanzkräftigen Vereinen kamen überwiegend Spielerinnen aus zweit- oder drittklassigen Frauenfußballnationen zum Einsatz; so verstärkte sich Soyaux 2003 mit der Kanadierin Wanda Rozwadowska, Racing Saint-Étienne 2007/08 mit drei Malierinnen, Juvisy 2011 mit der Belgierin Janice Cayman, Soyaux 2012 mit Fiona O’Sullivan und ASPTT Albi 2014 mit Stephanie Roche, diese beiden aus Irland. Wenn solche Klubs gelegentlich auch Spielerinnen aus stärkeren ausländischen Ligen holten, waren es in aller Regel solche, die in ihrem Heimatland nicht zur ersten Reihe zählten.
Nationalspielerinnen aus einer der dominierenden ausländischen Ligen verpflichtete als erster Olympique Lyon zum Jahresbeginn 2005 mit gleich sieben Frauen aus den USA, darunter Hope Solo, Danielle Slaton, Lorrie Fair, Aly Wagner und Christie Welsh. Die meisten von ihnen verließen Lyon nach Saisonende wieder; allerdings setzte der Verein weiterhin auf Ausländerinnen, von denen bis 2014/15 stets mindestens drei in seinem Kader standen. Nach den US-Frauen waren dies hauptsächlich Lateinamerikanerinnen (Shirley Cruz Traña, Simone, Kátia, Rosana) und Skandinavierinnen (Bente Nordby, Isabell Herlovsen, Dorte Dalum Jensen, Lotta Schelin, Ingvild Stensland), aber mit Lara Dickenmann auch eine Schweizerin.
In den 2010er Jahren verbreiterte sich die Palette der Nationalitäten in der D1F weiter. Neu hinzu kamen insbesondere Japanerinnen – zum HSC Montpellier (Rumi Utsugi, Aya Sameshima), nach Lyon (Ami Otaki, Saki Kumagai) und Guingamp (Otaki ab 2015) – und Deutsche (anfangs mit Ausnahme von Pauline Bremers Wechsel zu Lyon fast ausschließlich bei Paris, wo neben anderen Annike Krahn, Linda Bresonik, Fatmire Alushi und Anja Mittag einen Vertrag unterzeichnet haben) sowie von den britischen Inseln. Es blieb aber auch dabei, dass Amerikanerinnen (wie Megan Rapinoe in Lyon, Tobin Heath, Lindsey Horan und Cristiane in Paris) und Skandinavierinnen (Sofia Jakobsson, Josefine Öqvist in Montpellier, Ada Hegerberg in Lyon, Kosovare Asllani und Caroline Seger in Paris) in Frankreich antreten. Auch Staaten wie Nigeria (Desire Oparanozie in Guingamp), Kamerun (Saint-Maurs Marlyse Ngo Ndoumbouk), China (Wang Fei bei Lyon), Polen (PSGs Torfrau Katarzyna Kiedrzynek) oder die Ukraine (Iryna Swarytsch bei Juvisy und Montpellier) tragen zur Internationalität der D1F bei.
Umgekehrt haben seit 2002 noch vergleichsweise wenige Französinnen Erfahrungen in einer der anderen spielstarken Frauenligen gesammelt, so Élodie Woock, Sandrine Brétigny, Marina Makanza, Élise Bussaglia, Laura Georges, Viviane Asseyi und zuletzt 2022 Emelyne Laurent in der deutschen Bundesliga, Marinette Pichon, Stéphanie Mugneret-Béghé, Camille Abily, Laura Georges, Amandine Henry, Eugénie Le Sommer und Gaëtane Thiney in den USA sowie Sabrina Viguier in Schweden. Erste Verträge mit Top-Clubs aus England und, mehr noch, Spanien sind in den frühen 2020er Jahren hinzugekommen.

## Zuschauerzahlen und mediale Wahrnehmung

### In den Stadien

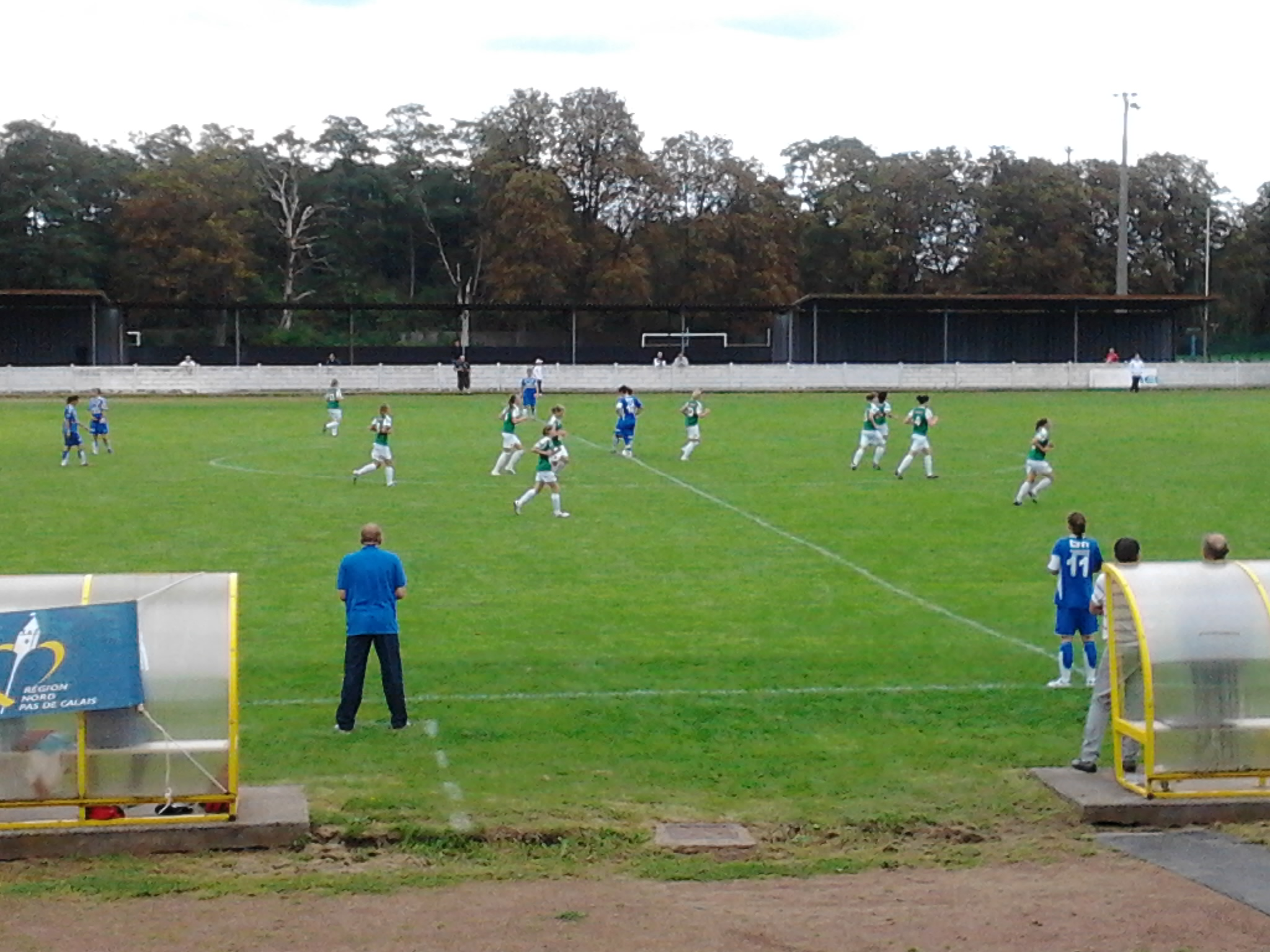
Der Alltag: Nahezu leere Ränge (Hénin-Beaumont gegen Yzeure, 2011)

Von der Saison 2003/04 bis einschließlich 2008/09 lag der Besucherschnitt zwischen 140 und 180 Zahlenden je Ligabegegnung. Vollständige Angaben für vorangehende Jahre liegen bisher nicht vor. In den folgenden beiden Spielzeiten stieg dieser Wert auf etwas über 200 an, so dass bei 132 Punktspielen insgesamt 26.000 bis 30.000 Zuschauer den Weg in die Stadien der Division 1 fanden. In den Jahren nach der für Frankreich erfolgreichen Weltmeisterschaft 2011 nahm das Zuschauerinteresse stark zu und verdreifachte sich, verfehlte in der Saison 2013/14 sogar nur geringfügig die 700er-Marke (insgesamt 89.900 Besucher); in der anschließenden Spielzeit ging der Wert leicht zurück (630 Zuschauer je Begegnung). 2018/19, im unmittelbaren Vorfeld der Frauen-WM in Frankreich, erreichte er dann erstmals die 900er-Marke. Dabei sind insbesondere die Gastspiele von Serienmeister Lyon Publikumsmagneten, seit Beginn der 2010er Jahre auch diejenigen von Paris Saint-Germain.
Vor heimischer Kulisse wies Lyon in der Spielzeit 2013/14 mit einem Mittel von 3.100 Besuchern den höchsten Wert auf, gefolgt von Juvisy (812), Soyaux (759), Guingamp (602), Yzeure und Paris; Absteiger Muret kam hingegen nur auf nicht einmal 200 Zuschauer. Darum tragen auch Paris, Lyon, Montpellier, Guingamp, Saint-Étienne und Metz ihre Liga-Heimspiele nicht in dem Stadion aus, in dem die erste Männermannschaft des jeweiligen Vereins antritt. Montpelliers Frauen treten meist entweder am östlichen Stadtrand (Domaine de Grammont) oder in Sussargues an, Saint-Étienne in L’Étrat und die Metzerinnen im 35 km entfernten Algrange. Die Pariserinnen nutzen immerhin die zweitgrößte Sportstätte der Hauptstadt, das Stade Charléty. Lyon spielt normalerweise auf einem Nebenplatz des Stade Gerland und Guingamp weiterhin im Stade Fred-Aubert von Saint-Brieuc; diese beiden Frauschaften ziehen lediglich dann in das Hauptstadion des Klubs um, wenn sie für eine einzelne Begegnung mit einer großen Besucherzahl rechnen.

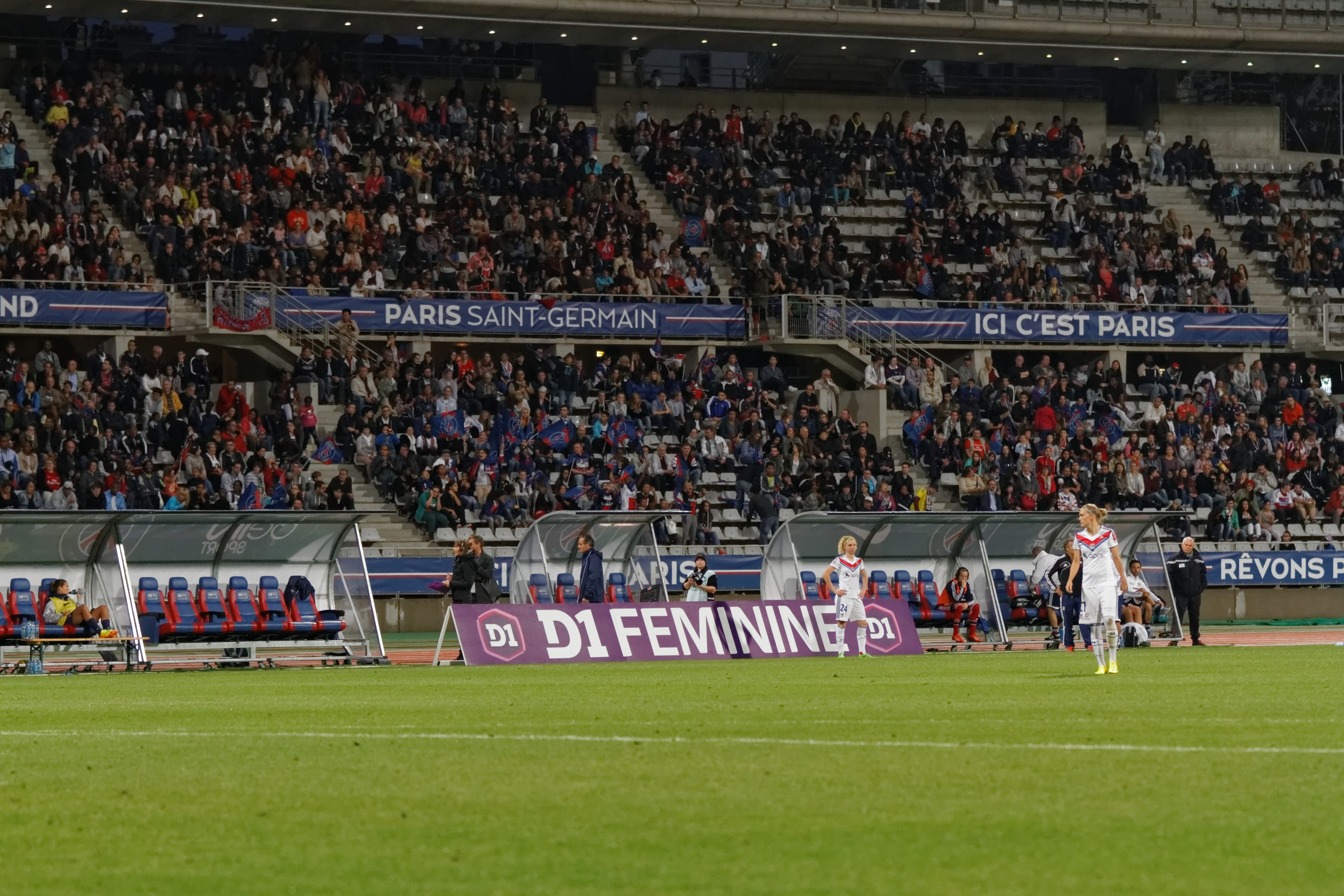
Die Ausnahme: Paris empfängt Lyon (2013)

Die am besten besuchten Spiele seit 2003 waren Partien zwischen Gastgeber Lyon und Paris Saint-Germain: Am 10. Spieltag der Saison 2019/20 wohnten dem Duell 30.661 Besucher bei, am 20. Spieltag der Saison 2018/19 waren es 25.907, 2023/24 (15. Spieltag) 21.764 und 2024/25 (13. Spieltag) 20.489 zahlende Zuschauer. Bis dahin hatte Guingamp gegen Lyon mit 12.263 (2011/12) den Rekord gehalten, gefolgt von Lyon gegen Paris (10.122, 2014/15), erneut Guingamp gegen Lyon (7.850, 2012/13), Lyon gegen Paris (7.512, 2013/14), Lyon gegen Montpellier (7.411, 2013/14), Lyon gegen Paris (7.037, 2015/16) und Juvisy gegen Lyon (7.000, 2011/12).
In der Hinrunde 2023/24 sahen 15.899 Besucher PSG gegen Lyon, aber auch nur 4.002 das Lokalderby PFC gegen PSG, in dem es immerhin um den zweiten Platz ging. Wenigstens war der Mittelwert für alle Partien auf 1.030 Zuschauer angestiegen. 2024/25 katapultierte sich der FC Nantes gegen PSG bei seinem erst zweiten Erstligaheimspiel vor 16.847 Zahlenden gleich unter die Top 10 der höchsten französischen Spielklasse.
Die Eintrittspreise bei Punktspielen sind moderat und lagen in der Saison 2014/15 für Erwachsene im Mittel unter sechs Euro; am kostengünstigsten war der Besuch in Issy (drei Euro), am teuersten in Paris (neun Euro). Am 4. Spieltag 2015/16 verlangten die gastgebenden Vereine zwischen fünf (Montpellier, Rodez) und acht Euro (Juvisy); selbst für die Spitzenbegegnung Lyon gegen Paris musste man nur sieben Euro Eintritt bezahlen.
Im Vergleich mit der ersten deutschen Liga (mittlere Besucherzahl je Spiel seit 2010 zwischen 800 und 1.200, bestbesuchte Partie: 12.464) ist der Zuschauerzuspruch in Frankreich insgesamt also schwächer, in der Spitze aber annähernd gleich hoch und tendenziell sogar steigend. Für die leistungsmäßig am ehesten vergleichbaren Ligen in Schweden und England liegen bisher keine aussagekräftigen Zusammenstellungen vor.

### In den Medien
Die wöchentlich erscheinende Fachzeitschrift France Football druckt seit 2010 in ihrem Ergebnisteil die Resultate und die Tabelle der D1F ab, anders als beispielsweise für die vierte Liga der Männer aber ohne Aufstellungen, Torschützen, Zuschauerzahlen und weitere Details, geschweige denn Spielberichte. Bei der täglichen Sportzeitung L’Équipe sieht dies nicht besser aus.
Im Fernsehen kam es seit ihrer Einführung 1992/93 zwar vereinzelt auch zu Kurzberichten über die Frauenliga, und ab Februar 2000 gab es in der sehr populären Sendung Téléfoot bei TF1 ein wöchentliches Zeitfenster, in dem Corinne Diacre vier Minuten lang über Themen des Frauenfußballs berichten konnte. Aber der erste Vertrag zur Übertragung von Ligaspielen im Fernsehen wurde überhaupt erst nach dem Erfolg der Nationalelf bei der Weltmeisterschaft 2011 geschlossen, und das auch nur für eine Saison. Die Rechteinhaber Eurosport und Télévision Française bezahlten für elf Spiele insgesamt 110.000 Euro. Im Jahr darauf schlossen Verband und beide Sender einen Zweijahresvertrag ab, der um 50 % höhere Zahlungen vorsah. Jeder der zwölf Erstligisten erhielt daraus 4.000 Euro als Fixum. In der Saison 2013/14 stieg die Anzahl von Live-Übertragungen bei Eurosport 2 und France 4 auf 17 der 132 Partien, und die Einnahmen erhöhten sich entsprechend. Immerhin hat Eurosport im September 2014 eine wöchentlich montags ab 22:45 Uhr ausgestrahlte Studiosendung namens Femmes de foot eingeführt, die sich ausschließlich mit dem Frauenfußball befasst und in der die Division 1 im Mittelpunkt steht; dies ist eine Premiere in ganz Europa. Für den Zeitraum 2018 bis 2023 hat die Gruppe Canal+ die Übertragungsrechte ersteigert, die sämtliche Ligaspiele im Bezahlfernsehen auf ihren diversen Kanälen (Multisports 1 bis 3, Foot+) live überträgt. Dazu war es für einige Vereine allerdings erforderlich, die technischen Voraussetzungen zu schaffen oder in ein besser ausgestattetes Stadion umzuziehen. Die Einnahmen des französischen Fußballverbands verdreifachen sich durch diese Vergabe von jährlich 1,8 auf 5,4 Millionen Euro.
Bei footofeminin.fr und footdelles.com (siehe unten unter Weblinks) gibt es an allen Spieltagen einen Live-Ticker.

## Vereine und ihre Finanzen
Insbesondere seit 2002 lässt sich feststellen, dass in der Liga Frauenteams aufeinandertreffen, die sehr unterschiedliche Voraussetzungen – und, daraus resultierend, unterschiedliche sportliche Erfolgsaussichten – aufweisen. Die Teilnehmer lassen sich in drei Kategorien unterteilen, nämlich Mannschaften aus reinen Frauenvereinen, solche aus gemischtgeschlechtlichen Amateurklubs und schließlich solche aus Vereinen, deren erste Männerelf im Profibereich spielt. In der ersten Saison der französischen Frauenliga (1992/93) war darin kein einziger Männerprofiverein vertreten, und rund 20 Jahre lang betrug deren Anteil nie mehr als ein Drittel. Diese Relation änderte sich in den 2010er Jahren grundlegend, wie die nachstehende Tabelle aufzeigt.
| Saison  | reine Frauen- vereine | gemischte Amateur- klubs | (Männer-) Profi- klubs |
| ------- | --------------------- | ------------------------ | ---------------------- |
| 1992/93 | 6                     | 6                        | 0                      |
| 1997/98 | 5                     | 7                        | 0                      |
| 2002/03 | 6                     | 3                        | 3                      |
| 2008/09 | 6                     | 2                        | 4                      |
| 2011/12 | 4                     | 3                        | 5                      |
| 2016/17 | 2                     | 2                        | 8                      |
| 2019/20 | 1                     | 1                        | 10                     |
| 2023/24 | 0                     | 1                        | 11                     |

Die finanzielle Situation der ersten beiden Kategorien ist sehr ähnlich. Angesichts ganz überwiegend geringer Zuschauerzahlen und der gleichfalls im Kapitel hierüber angesprochenen geringen Zahl von Fernsehübertragungen ist es selbst für erfolgreichere Vereine schwierig, potente privatwirtschaftliche Sponsoren zu finden, die für Trikotwerbung bezahlen oder durch andere Leistungen (Bereitstellung von technischer Infrastruktur oder Ausrüstungsgegenständen) zum Budget der Frauenabteilung beitragen. Auch die öffentlichen Hände, also etwa Gemeinden und Gebietskörperschaften, tun sich in Zeiten der Haushaltskonsolidierung schwer mit materieller Unterstützung oder geldwerten Leistungen wie der mietfreien Zurverfügungstellung städtischer Stadien. Die ASJ Soyaux beispielsweise (Jahresetat 2013/14: 300.000 Euro) hat trotz recht günstiger Voraussetzungen – vergleichbare potentielle Konkurrenten um Werbegelder liegen rund 100 km vom Standort des traditionsreichen Klubs entfernt, sieht man vom benachbarten Rugby-Zweitdivisionär SA XV Charente ab – 2014/15 nur zwei Unternehmen (S2EI aus dem benachbarten Angoulême und Puma) sowie drei öffentliche Körperschaften (die Gemeinde, das Département und den Regionalrat) als Sponsoren. Albis Trainer David Welferinger hält eine „echte Kulturrevolution“ für erforderlich, um den Frauen bei Amateurvereinen beispielsweise „die Möglichkeit zu eröffnen, häufiger und besser zu trainieren“. Angesichts der Diskrepanz zwischen geringen Einnahmen und hohen Ausgaben kam und kommt es immer wieder dazu, dass sich Mannschaften oder Abteilungen solcher Vereine einem benachbarten Profiklub anschließen wie 2014 die Frauen der AS Algrange dem FC Metz.

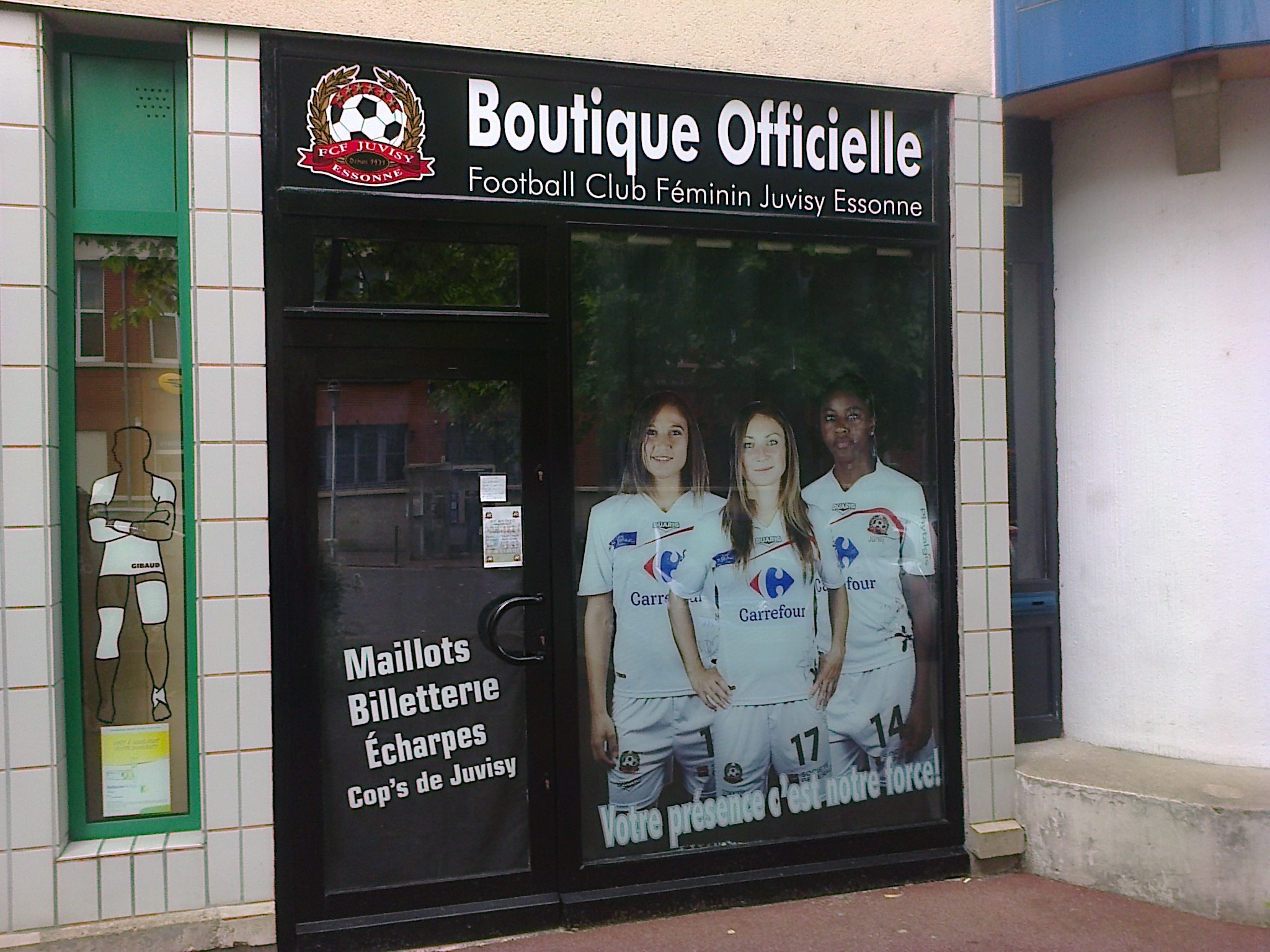
Juvisy verfügte sogar über einen eigenen Fanshop

 Innerhalb dieser Gruppe nahm der Juvisy FCF – nicht nur in sportlicher Hinsicht – eine absolute Ausnahmestellung ein: 2012 konnte der Frauenklub zwei Großsponsoren gewinnen (das Einzelhandelsunternehmen Carrefour und den Sportbekleidungshersteller Duarig, inzwischen von Nike abgelöst), um die sich ein Pool mit mehr als 15, überwiegend in der Region ansässigen Unterstützern gruppiert; der JFCF erhielt darüber hinaus seit 2013 Mittel von einer Antidiskriminierungs-Stiftung, aus denen den Spielerinnen sportlich bedingte Verdienstausfälle erstattet werden. Zudem bestand eine Vereinbarung mit dem Generalrat des Départements Essonne, nach der die Fußballerinnen sämtliche medizinischen Angebote des nahegelegenen Nationalen Rugby-Ausbildungs- und Trainingszentrums „rund um die Uhr und wie ein Profiklub“ nutzen können. Schließlich tragen die Frauen ihre Heimspiele neuerdings in einem deutlich größeren und besser ausgestatteten Stadion in einer Nachbargemeinde aus. Mit einem Saisonetat von rund 900.000 Euro (2013/14) war Juvisy der Krösus in dieser Kategorie von D1F-Klubs. Allerdings ist das nicht das Budget für die Ligaelf, sondern für den Gesamtverein mit seiner zweistelligen Zahl von Mädchen- und Frauenteams, und ein Vergleich mit einem „Dorfverein“ der dritten Männerliga zeigt, wie asymmetrisch die Ressourcen im französischen Spitzenfußball verteilt sind: Dort hat der FC Chambly mit einer Million Euro den niedrigsten Saisonetat in seiner Spielklasse. 2017 musste Juvisy dann einsehen, dass selbst diese Anstrengungen nicht ausreichten, weil sich die Schere zu den wirtschaftlich starken Klubs weiter geöffnet hatte – der JFCF schloss sich dem professionellen Paris FC an.
Bei der dritten Kategorie fällt die finanziellen Situation deutlich besser aus; für die Saison 2014/15 sah die Etatplanung von vier der sechs Vereine, die mit Männern und Frauen in der ersten Liga vertreten waren, Ausgaben zwischen 30 und 55 Millionen Euro vor, die anderen beiden hatten sogar einen dreistelligen Millionenbetrag veranschlagt. Bezüglich der Aufwendungen für ihre Frauenabteilungen gibt es aber auch hier eine starke Differenzierung. Bei Lyon soll dafür 2013/14 ein Budget von rund 3,5 Millionen, bei Paris sogar von 5 Millionen Euro zur Verfügung gestanden haben, wobei Lyon dabei war, seinen Etat einzuschränken, während bei dem Hauptstadtklub der Trend seit der Übernahme durch die Investorengruppe Qatar Sport Investment (2011) in die entgegengesetzte Richtung läuft. Bei beiden machen diese Zahlungen aber nicht einmal 3 % des Gesamtbudgets aus, wenngleich Lyon 2018 als der Verein gilt, der in Europa die höchsten Spielerinnengehälter bezahlt. Über Montpellier sind keine entsprechenden Zahlen bekannt; allerdings verpflichtet der Verein trotz seiner deutlich niedrigeren Umsätze seit vielen Jahren regelmäßig gute Fußballerinnen, darunter auch ausländische.
Die anderen Frauenabteilungen aus dieser Gruppe werden finanziell auch direkt vom Gesamtverein unterstützt und sie profitieren gleichfalls davon, dass ihnen die Gewinnung von Sponsoren aufgrund des klangvollen Vereinsnamens leichter fällt. Aber in aller Regel werden die Interessen des „Aushängeschilds Männermannschaft“ in diesen Klubs vorrangig berücksichtigt – das hat sich seit den Anfangsjahren des Frauenfußballs nicht geändert –, so dass beispielsweise die Frauen aus Saint-Étienne ihre Heimspiele in wechselnden kleinen Stadien außerhalb der Stadt austragen müssen, und auch Guingamps Erstligistinnen treten selten vor heimischem Publikum an. Und für Training oder gesundheitliche Betreuung können diese Teams ebenfalls nur selten auf die am besten ausgestatteten Einrichtungen und das Fachpersonal des Vereins zurückgreifen.
Der Verband FFF unterstützt die Klubs unter anderem durch regelmäßige Seminare mit externen Fachleuten, beispielsweise zu Themen der Vereinsstruktur und -führung oder des effizienten Fundraising. Außerdem zahlt er den Teilnehmern aus D1 und D2 bei Auswärtsspielen Fahrtkostenzuschüsse, die zur Saison 2015/16 angehoben wurden. Nach der erfolgreichen Männer-Weltmeisterschaft 2018 hat der professionelle Ligaverband LFP seinen Anteil aus den Zahlungen der FIFA an die FFF den zwölf Frauen-Erstligisten weitergereicht und dies mit Hinblick auf die in Frankreich ausgetragene Frauen-WM 2019 als „Geste der Solidarität“ zwischen den Geschlechtern bezeichnet. Inwieweit die Vereine von dem Vertrag profitieren, mit dem die FFF seit 2019 das Liga-Namensrecht an das Chemieunternehmen Arkema übertragen hat, wurde zunächst nicht bekannt gegeben. Laut cahiersdufootball.net erhält jeder Erstligist daraus 80.000 Euro pro Saison.

## Die höchste Spielklasse im Ligensystem
Unterhalb der ersten und zweiten Division war das Ligensystem in Frankreich bis 2023 nicht einheitlich; verantwortlich dafür sind neben der relativ großen Autonomie der Regionalverbände (Ligues) die insgesamt immer noch relativ geringe Zahl von Vereinsfußballerinnen aller Altersstufen (Ende 2014: rund 77.000, davon 4.000 in den überseeischen Gebieten) und deren höchst ungleichgewichtige Verteilung innerhalb des Landes. Im französischen Kernland ist der Frauenfußball am stärksten in Rhône-Alpes (7.850), Paris-Île-de-France (7.200), Nord-Pas-de-Calais (5.150) und der Bretagne (4.100) verankert. In anderen Regionen hingegen ist der Unterbau eher dünn; so besitzen auf Korsika nur 230, in Maine 1.130, in Champagne-Ardenne 1.540 und in der Haute-Normandie 1.580 Mädchen und Frauen einen Spielerpass. Deshalb konnte beispielsweise das 2014 wiedergegründete Frauenteam von Stade Reims sofort in die Division d’Honneur der Ligue de Champagne-Ardenne einsteigen.
Von 2002 bis 2010 gab es eine Division 3 (ebenfalls in mehreren regionalen Gruppen), in der auch zweite Mannschaften von Erstdivisionären teilnahmeberechtigt waren; vor- und nachher war die Division d’Honneur die dritte Liga, ehe 2023 eine diesmal landesweite D3F installiert wurde.
Ab der Saison 2016/17 wurden die zweite und dritte Liga neu geordnet. Die D2 bestand nur noch aus zwei Gruppen à zwölf Teams; zwischen D1 und D2 gab es nur noch je zwei Auf- beziehungsweise Absteiger. Ein wesentlicher Grund dafür war die Erkenntnis, dass seit Ligaeinführung etwas mehr als die Hälfte aller Aufsteiger sofort wieder in die zweite Spielklasse abgestiegen ist; diese Quote hat sich seit Beginn der vorsichtigen Professionalisierung und Umbenennung der landesweiten Ligen (2002/03) sogar auf 75 % verschlechtert.
Zwischen zweiter und dritter Liga stiegen weiterhin insgesamt je sechs Vereine auf/ab. An der Phase d’Accession Nationale (PAN) benannten Aufstiegsrunde (zuvor: Championnat Interrégional oder CIR) nahmen 22 Drittligisten sowie die jeweils Drittletzten der beiden D2-Staffeln teil; diese 24 Teams ermittelten in zwei K.-o.-Runden mit Hin- und Rückspielen, wer in der folgenden Saison zweitklassig antritt. Auch in der Division d’Honneur galt ab 2016 die Verpflichtung, Mädchenmannschaften (U-12 bis U-19) und eine „Fußballschule“ (école de foot) zu unterhalten sowie für die Ligafrauschaft einen entsprechend qualifizierten Trainer zu beschäftigen. Hingegen wurde die unter Leistungsgesichtspunkten für wünschenswert gehaltene überregionale Reorganisation der dritten Ligenebene mit einer Reduzierung von derzeit 170 auf 40 bis 50 Teilnehmer debattiert, aber nicht beschlossen.
Zur Saison 2023/24 erfolgte eine weitere Neustrukturierung der Ligapyramide (siehe Tabelle hierunter). Die Régional 1 und alle Spielklassen darunter rutschen in der Hierarchie um eine Stufe nach unten. In der dritten Liga (D3F) dürfen auch zweite Mannschaften eines Erstdivisionärs antreten. Die Saison 2022/23 diente als Übergang, in der die D2F letztmalig aus zwei Gruppen bestand.
Ab der Saison 2024/25 soll die D1 eine echte professionelle Liga werden, insbesondere auch in finanzieller Hinsicht. Die FFF erhöht dafür ihre Investitionen und Zuschüsse an die Klubs der Liga in erheblichem Maße auf rund 7,2 Mio. Euro. Als zusätzliche Neuerung in der D1 werden ab 2023/24 nach Beendigung der regulären 22 Spieltage zusätzliche Play-offs eingeführt. Darin ermitteln die vier bestplatzierten Teams in zwei Halbfinals und je einem großen und kleinen Endspiel den Meister sowie die mittlerweile drei Champions-League-Teilnehmer.
Spielbetrieb und -klassen in den überseeischen Gebieten unterstehen der Autonomie des jeweiligen Regionalverbands. Eine Verknüpfung, beispielsweise Auf- und Abstieg, mit den Ligen in Festlandsfrankreich besteht nicht. Und bis 2023 gab es, anders als im Männerfußball, auch im Landespokalwettbewerb kein Teilnahmerecht von Frauenteams aus Übersee. Am breitesten ist der Frauenfußball dort auf Réunion (1.270 Vereinsspielerinnen), Neukaledonien (1.190) und Guadeloupe (480) aufgestellt.
Der pyramidale Aufbau des Systems im französischen Kernland sieht seit der Saison 2023/24 wie folgt aus:
| Ebene | Liga |
| --- | --- |
| 1 (a) | Division 1 Féminine (D1) (ab 2024/25: Première Ligue) (12 Vereine; zwei Absteiger) |
| 2 (a) | Division 2 Féminine (D2) (ab 2024/25: Seconde Ligue) (12 Vereine; zwei Auf-, zwei Absteiger) |
| 3 (a) | Division 3 Féminine (D3) (24 Vereine in zwei Gruppen; je ein Auf- und zwei Absteiger) |
| 4 | Régional 1 (R1), bis 2018 Division d’Honneur (DH) Eine Gruppe je Region (b) mit i. d. R. zehn bis zwölf Teilnehmern. Nach Abschluss der Punktspielrunden im April spielen die bestplatzierten 22 Frauschaften aus denjenigen R1-Staffeln, die die Verbandsauflagen erfüllen, (c) sowie die beiden D3-Gruppen-Zehnten in einer zweistufigen Qualifikation (Phase d’Accession Nationale oder kurz PAN) sechs Teams aus, die in der folgenden Saison der D3 angehören. |
| 5 | Régional 2 (R2), bis 2018 unterschiedliche Bezeichnungen (z. B. Promotion d’Honneur/PH, Division d’Honneur Régionale/DHR) |
| 6 bis 8 | (Régional 3 existiert derzeit nur im Männerfußball) Départemental (District) 1 bis 3 |
| (a) Nationale Spielklasse in ausschließlicher Zuständigkeit des Landesverbands FFF. (b) Es können auch zwei benachbarte Regionalverbände eine gemeinsame Régional 1 bilden. 2016/17 gab es 19 R1-Staffeln, davon vier regionsübergreifende. (c) Eine zentrale Voraussetzung dafür, dass ein R1-Meister oder -Zweiter an der PAN teilnahmeberechtigt ist, ist die Mindestzahl von zehn Teams, die die DH-Saison abgeschlossen haben müssen. Auf Korsika traten, bedingt durch die sehr geringe Zahl von Vereinsfußballerinnen, lediglich 8er-Teams gegeneinander an, so dass von der Insel ebenfalls kein PAN-Teilnehmer gestellt werden durfte. | |

## Die französischen Vereine im Europapokal
Der 2001/02 durch die UEFA eingeführte europäische Meisterwettbewerb ist bis einschließlich der Spielzeit 2023/24 23-mal ausgetragen worden. Bis 2009 durften daran ausschließlich die Landesmeisterinnen teilnehmen, seither – mit seiner Ausweitung analog zur Champions League bei den Männern – aus der D1F wie aus sieben weiteren Ligen auch der Vizemeister sowie ab 2021 sogar frankreichs Meisterschafts-Dritter.
In den ersten Jahren hatten Toulouse (2001/02) und Montpellier (2005/06) es jeweils bis in das Halbfinale gebracht. Die starke Zeit der französischen Klubs begann aber erst mit der Saison 2007/08. Ab dann holte Serienmeister Lyon sich bei acht Austragungen (2011, 2012, 2016 bis 2020 und 2022) den europäischen Titel. In der Spielzeit 2012/13 kam es im Halbfinale sogar zum direkten Aufeinandertreffen zweier Teams aus Frankreich, in dem Lyon sich gegen Juvisy durchsetzte.
In der Champions-League-Saison 2013/14, als Lyon bereits im Achtel- und Paris Saint-Germain sogar schon im Sechzehntelfinale ausgeschieden war, schien sich ein Abwärtstrend abzuzeichnen. In der Spielzeit 2014/15 schied Lyon wiederum im Achtelfinale aus, dies allerdings gegen Paris, so dass weiterhin eine französische Mannschaft im Wettbewerb vertreten war, die anschließend sogar das Endspiel erreichte (und knapp verlor). 2015/16 errang Lyon Europas Frauenfußballkrone zum dritten Mal, und 2016/17 standen sich mit Lyon – am Ende erneuter Gewinner der Trophäe – und Paris, die im Viertelfinale die beiden deutschen Teilnehmer bezwungen hatten, im Endspiel zwei französische Vertreter gegenüber. 2018, 2019, 2020 und 2022 fügte OL die Titel fünf bis acht hinzu, 2024 stehen dessen Frauen ein weiteres Mal im Finale.

## Statistik
Stand: nach Saisonende 2024/25

### Erfolgreichste Vereine
| Insgesamt seit 1974/75 - 18 Titel: Olympique Lyon - 6 Titel: VGA Saint-Maur, Juvisy FCF - 5 Titel: Stade Reims - 4 Titel: FC Lyon - 3 Titel: AS Étrœungt, Toulouse OAC - 2 Titel: Montpellier HSC - 1 Titel: CS Saint-Brieuc, ASJ Soyaux, Toulouse FC, Paris SG | Seit Einführung von N1A bzw. D1F - 18 Titel: Olympique Lyon - 5 Titel: Juvisy FCF - 3 Titel: FC Lyon, Toulouse OAC - 2 Titel: Montpellier HSC - 1 Titel: Toulouse FC, Paris SG |

In Frankreich werden die Titel von Vereinen, zwischen denen es zu einem Übertritt der Frauenfußballabteilung gekommen ist, gelegentlich zusammengerechnet, so dass dort der jeweils jüngere (Olympique Lyon, Toulouse FC) auf eine höhere Zahl als in dieser Aufstellung kommt.
Double
Seit zusätzlich zum Meistertitel um den Landespokal gespielt wird – dies war erstmals in der Spielzeit 2001/02 der Fall –, können Frauschaften auch den in Frankreich als Doublé bezeichneten Doppelerfolg bei beiden Wettbewerben in derselben Saison erreichen. Dies gelang bisher allerdings nur dem Toulouse FC (2002) und bereits neunmal Olympique Lyon (2008, 2012 bis 2017 sowie 2019 und 2023).
Beste Aufsteiger
In den 31 Spielzeiten bis einschließlich 2024/25 – in der Startsaison 1992/93 waren alle Erstligisten Neulinge – schlossen fünf Aufsteiger besonders erfolgreich ab: Toulouse OAC sicherte sich 1994/95 auf Anhieb die Vizemeisterschaft, Racing Saint-Étienne (2007/08) und Olympique Marseille (2016/17) erreichten Rang vier, CNFE Clairfontaine (2002/03) sowie FCF Nord Allier Yzeure (2008/09) wurden jeweils Fünfte in der Abschlusstabelle.
Dagegen stiegen insgesamt 39 von 82 Aufsteigern (entsprechend 48 %) anschließend prompt wieder ab.

### „Ewige Tabelle“
Die folgende Tabelle berücksichtigt nur die Spielzeiten seit Einführung einer eingleisigen höchsten Spielklasse (ab der Saison 1992/93, mit stets zwölf Teilnehmern). Für den gesamten Zeitraum sind die Punktzahlen der beteiligten Vereine nach der Drei-Punkte-Regel berechnet worden, auch wenn tatsächlich bis 1994/95 die Zwei- und von 1998/99 bis 2016 die Vier-Punkte-Regel galt. Nicht eingerechnet sind die Punkte aus den Meisterschafts-Playoffs nach Abschluss der 22 regulären Ligarunden. Vom Verband ausgesprochene Punktabzüge wurden hingegen berücksichtigt.
Vereine, die in der Saison 2025/26 in der Première Ligue spielen, sind rosa unterlegt. Gelb markiert sind solche, die nicht mehr am Frauenligabetrieb teilnehmen, weil ihre Frauenabteilungen zu einem Lokalrivalen gewechselt waren, in dem bis dahin kein Frauenfußball betrieben worden war; dies war der Fall in Toulouse (OAC → FC), Montpellier (Le Crès → HSC), (c) Lyon (FC → Olympique), Saint-Étienne (Racing → AS) und zuletzt – drei Sonderfälle, weil städteübergreifend – zwischen Saint-Brieuc und Guingamp, Juvisy-sur-Orge und Paris bzw. Arras und Lens. Bei reinem Namenswechsel von Klubs ist der letzte Name angegeben.
Stand: nach der Saison 2024/25. Die Spalten „Spielzeiten“ und „Zuletzt“ werden (zusammen mit Punkten, Titeln und Platzierungen) stets erst nach Abschluss einer vollständig absolvierten Saison aktualisiert.
| Rang | Verein                          | Spiel- zeiten | Titel (c) | Vize- mstr. (c) | Punkte | Erst- mals | Zu- letzt |
| ---- | ------------------------------- | ------------- | --------- | --------------- | ------ | ---------- | --------- |
| 01   | Juvisy FCF                      | 25            | 5 (d)     | 8               | 1.277  | 1992/93    | 2016/17   |
| 02   | Olympique Lyon                  | 21            | 18        | 1               | 1.247  | 2004/05    | 2024/25   |
| 03   | HSC Montpellier                 | 24            | 2         | 4               | 1.078  | 2001/02    | 2024/25   |
| 04   | Paris Saint-Germain FC          | 25            | 1         | 12              | 1.074  | 1994/95    | 2024/25   |
| 05   | ASJ Soyaux                      | 29            | – (d)     | 1               | 785    | 1992/93    | 2022/23   |
| 06   | FC Lyon (e)                     | 12            | 3 (d)     | 3               | 531    | 1992/93    | 2003/04   |
| 07   | Stade Saint-Brieuc (e)          | 18            | – (d)     | –               | 530    | 1992/93    | 2010/11   |
| 08   | Toulouse OAC                    | 8             | 3         | 2               | 384    | 1992/93    | 2000/01   |
| 09   | FCF Hénin-Beaumont              | 14            | –         | –               | 382    | 1992/93    | 2013/14   |
| 10   | ESOF La Roche                   | 14            | –         | 2               | 359    | 1996/97    | 2015/16   |
| 11   | FC Toulouse                     | 11            | 1         | –               | 355    | 2001/02    | 2012/13   |
| 12   | EA Guingamp                     | 14            | –         | –               | 342    | 2011/12    | 2024/25   |
| 13   | Paris FC                        | 8             | –         | –               | 302    | 2017/18    | 2024/25   |
| 14   | AS Saint-Étienne                | 11            | –         | –               | 258    | 2009/10    | 2024/25   |
| 15   | FC Fleury                       | 8             | –         | –               | 237    | 2017/18    | 2024/25   |
| 16   | Girondins Bordeaux              | 8             | –         | –               | 228    | 2016/17    | 2023/24   |
| 17   | AF Rodez                        | 10            | –         | –               | 216    | 2010/11    | 2022/23   |
| 18   | Olympique Saint-Memmie          | 9             | –         | –               | 184    | 1995/96    | 2005/06   |
| 19   | CNFE Clairefontaine             | 5             | –         | –               | 176    | 2002/03    | 2006/07   |
| 20   | VGA Saint-Maur                  | 7             | – (d)     | –               | 171    | 1992/93    | 2015/16   |
| 21   | FCO Dijon                       | 7             | –         | –               | 160    | 2018/19    | 2024/25   |
|      | Stade Reims                     | 6             | – (d)     | –               | 160    | 2019/20    | 2024/25   |
| 23   | FF Yzeure Allier Auvergne       | 6             | –         | –               | 148    | 2008/09    | 2013/14   |
| 24   | ASPTT Strasbourg                | 4             | –         | –               | 113    | 1992/93    | 1995/96   |
| 25   | FC Vendenheim                   | 6             | –         | –               | 105    | 2004/05    | 2012/13   |
| 26   | Entente Montpellier Le Crès (e) | 4             | –         | –               | 101    | 1997/98    | 2000/01   |
| 27   | FCF Condé-sur-Noireau           | 6             | –         | –               | 96     | 1992/93    | 2008/09   |
| 28   | SC Caluire Saint-Clair          | 5             | –         | –               | 89     | 1995/96    | 2001/02   |
| 29   | ASPTT Albi                      | 4             | –         | –               | 84     | 2014/15    | 2017/18   |
| 30   | JS Poissy                       | 4             | –         | –               | 81     | 1992/93    | 1995/96   |
| 31   | Stade Quimper                   | 5             | –         | –               | 77     | 1993/94    | 2002/03   |
| 32   | Le Havre AC                     | 4             | –         | –               | 75     | 2020/21    | 2024/25   |
| 33   | USO Bruay-Labuissière           | 4             | –         | –               | 64     | 1996/97    | 2002/03   |
| 34   | Racing Saint-Étienne            | 2             | –         | –               | 61     | 2007/08    | 2008/09   |
| 35   | OSC Lille                       | 3             | –         | –               | 54     | 2017/18    | 2023/24   |
| 36   | Olympique Marseille             | 3             | –         | –               | 53     | 2016/17    | 2019/20   |
| 37   | FC Metz                         | 4             | –         | –               | 52     | 2014/15    | 2019/20   |
| 38   | USCCO Compiègne                 | 3             | –         | –               | 47     | 2003/04    | 2006/07   |
| 39   | SC Schiltigheim                 | 2             | –         | –               | 46     | 2000/01    | 2001/02   |
| 40   | Arras FCF                       | 3             | –         | –               | 42     | 2012/13    | 2014/15   |
|      | US Orléans                      | 3             | –         | –               | 42     | 1994/95    | 1999/00   |
| 42   | Le Mans FC                      | 3             | –         | –               | 40     | 1995/96    | 2010/11   |
| 43   | GPSO Issy                       | 4             | –         | –               | 38     | 2012/13    | 2021/22   |
| 44   | AS Saint-Quentin                | 2             | –         | –               | 36     | 1997/98    | 1998/99   |
| 45   | Celtic Beaumont Marseille       | 3             | –         | –               | 29     | 1996/97    | 2000/01   |
| 46   | FC Nantes                       | 1             | –         | –               | 23     | 2024/25    | 2024/25   |
| 47   | ES Cormelles-le-Royal           | 1             | –         | –               | 20     | 2000/01    | 2000/01   |
| 48   | Croix Blanche OSL Angers        | 1             | –         | –               | 17     | 1998/99    | 1998/99   |
|      | CS Blanc-Mesnil                 | 1             | –         | –               | 17     | 1993/94    | 1993/94   |
|      | Omnium Sports Monaco            | 1             | –         | –               | 17     | 1993/94    | 1993/94   |
|      | RC Strasbourg                   | 1             | –         | –               | 17     | 2024/25    | 2024/25   |
| 52   | Racing Flacé-lès-Mâcon          | 1             | –         | –               | 14     | 1992/93    | 1992/93   |
| 53   | AC Évreux                       | 1             | –         | –               | 13     | 2007/08    | 2007/08   |
| 54   | FC Félines Saint-Cyr            | 1             | –         | –               | 10     | 1999/00    | 1999/00   |
|      | AS Montigny-le-Bretonneux       | 1             | –         | –               | 10     | 2009/10    | 2009/10   |
|      | Toulouse Olympique Mirail       | 1             | –         | –               | 10     | 1992/93    | 1992/93   |
| 57   | FF Nîmes Métropole Gard         | 1             | –         | –               | 7      | 2015/16    | 2015/16   |
|      | FC Tours                        | 1             | –         | –               | 7      | 2001/02    | 2001/02   |
| 59   | AS Muret                        | 2             | –         | –               | 6      | 2011/12    | 2013/14   |
| 60   | RC Lens                         |               | –         | –               | 0      | 2025/26    |           |

### Spielerinnen mit den meisten Einsätzen
Für die ersten Jahre der Liga bis mindestens 2001 liegen bisher keine vollständigen Übersichten der Einsatzzahlen vor; insofern existiert auch keine sämtliche Spielzeiten einschließende Übersicht der Rekordspielerinnen.
Im Herbst 2020 hat footofeminin.fr eine Statistik veröffentlicht, welche der zu diesem Zeitpunkt noch in der D1 aktiven Frauen die meisten Erstligaeinsätze vorzuweisen haben. Per Stand nach dem 5. Spieltag der Saison 2020/21 führt diese Liste Gaëtane Thiney (400 Spiele) vor Julie Soyer (333) und Sarah Bouhaddi (300) an. Auf den weiteren Plätzen folgen demnach Eugénie Le Sommer (259), Anaïs Dumont (236), Wendie Renard (233), Amandine Henry, Charlotte Bilbault (jeweils 232), Salma Amani (228), Annaïg Butel (226), Nonna Debonne (222), Camille Catala (220), Marion Torrent (219) und Gwenaëlle Butel (204).
Je vier dieser 14 besonders erfahrenen Spielerinnen stehen beim Paris FC (Thiney, Soyer, A. Butel, Catala) beziehungsweise bei Olympique Lyon (Bouhaddi, Le Sommer, Renard, Henry) unter Vertrag, zwei (Debonne, G. Butel) bei Aufsteiger GPSO Issy.
Von den 2020/21 nicht mehr aktiven, langjährigen Erstliga-Spielerinnen sind in aller Regel – Ausnahmen sind Camille Abily (351), Marie-Laure Delie (280) und Louisa Nécib (231) – Einsatzzahlen vor 2003/04 nicht dokumentiert. Bei folgenden Spielerinnen, die ab dann während einer besonders langen Zeit noch regelmäßig Punktspiele bestritten haben, kommt also jeweils eine unbekannte Zahl an weiteren Einsätzen hinzu: Sandrine Soubeyrand (286), Laëtitia Tonazzi (263), Élise Bussaglia (248), Élodie Thomis (246), Corine Petit-Franco (243), Sabrina Viguier (233), Hoda Lattaf (231) und Sandrine Brétigny (228).

### Torschützenköniginnen

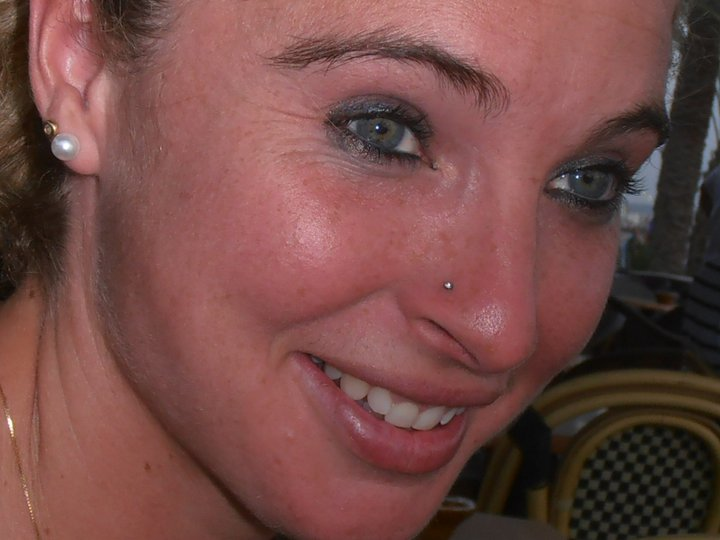
Laëtitia Tonazzi

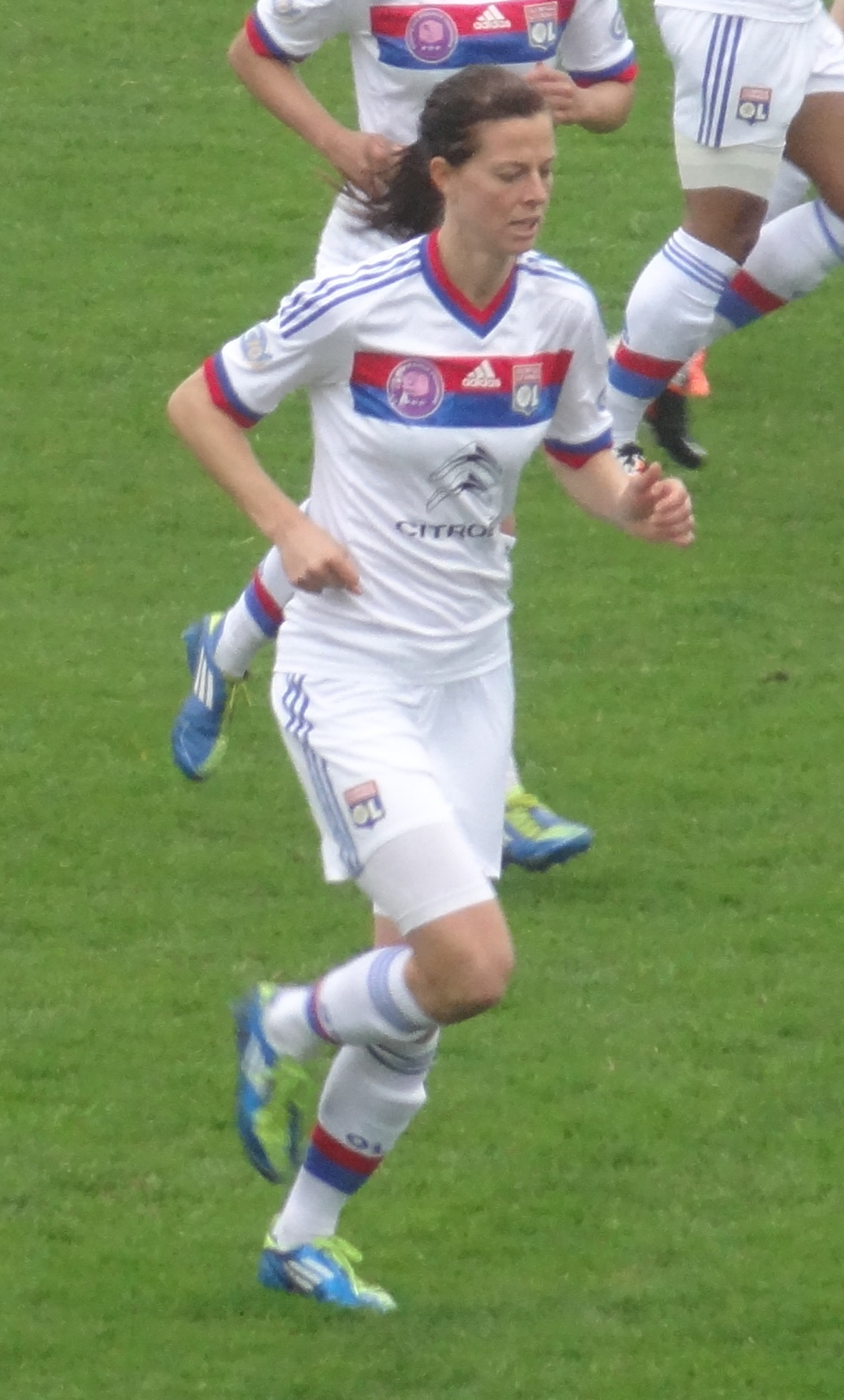
Lotta Schelin

| Saison  | Beste Schützin                  | Verein                 | Tore   | Nächstbeste                     | Verein          | Tore   |
| ------- | ------------------------------- | ---------------------- | ------ | ------------------------------- | --------------- | ------ |
| 2001/02 | Marinette Pichon                | Olympique Saint-Memmie | 22     | Hoda Lattaf                     | HSC Montpellier | 20     |
| 2002/03 | Sandrine Brétigny               | FC Lyon                | 26     | Hoda Lattaf                     | HSC Montpellier | 25     |
| 2003/04 | Claire Morel                    | FC Lyon                | 18     | Hoda Lattaf                     | HSC Montpellier | 17     |
| 2004/05 | Marinette Pichon                | Juvisy FCF             | 38     | Élodie Ramos                    | HSC Montpellier | 17     |
| 2005/06 | Marinette Pichon                | Juvisy FCF             | 36     | Hoda Lattaf                     | HSC Montpellier | 16     |
| 2006/07 | Sandrine Brétigny               | Olympique Lyon         | 42     | Hoda Lattaf                     | Olympique Lyon  | 26     |
| 2007/08 | Laëtitia Tonazzi                | Juvisy FCF             | 27     | Sandrine Brétigny               | Olympique Lyon  | 25     |
| 2008/09 | Kátia                           | Olympique Lyon         | 27     | Sandrine Brétigny               | Olympique Lyon  | 22     |
| 2009/10 | Eugénie Le Sommer               | Stade Briochin         | 19     | Marie-Laure Delie               | HSC Montpellier | 18     |
| 2010/11 | Laëtitia Tonazzi                | Juvisy FCF             | 20     | Sandrine Brétigny               | Olympique Lyon  | 19     |
| 2011/12 | Eugénie Le Sommer               | Olympique Lyon         | 22     | Lotta Schelin                   | Olympique Lyon  | 20     |
| 2012/13 | Lotta Schelin                   | Olympique Lyon         | 24     | Camille Abily Eugénie Le Sommer | Olympique Lyon  | 20     |
| 2013/14 | Gaëtane Thiney                  | Juvisy FCF             | 25     | Marie-Laure Delie               | Paris SG        | 24     |
| 2014/15 | Lotta Schelin                   | Olympique Lyon         | 34     | Eugénie Le Sommer               | Olympique Lyon  | 29     |
| 2015/16 | Ada Hegerberg                   | Olympique Lyon         | 33     | Cristiane                       | Paris SG        | 15     |
| 2016/17 | Ada Hegerberg Eugénie Le Sommer | Olympique Lyon         | 20     | Marie-Laure Delie               | Paris SG        | 16     |
| 2017/18 | Ada Hegerberg                   | Olympique Lyon         | 31     | Marie-Antoinette Katoto         | Paris SG        | 21     |
| 2018/19 | Marie-Antoinette Katoto         | Paris SG               | 22     | Ada Hegerberg                   | Olympique Lyon  | 20     |
| 2019/20 | Marie-Antoinette Katoto         | Paris SG               | 16 (f) | Ada Hegerberg                   | Olympique Lyon  | 14 (f) |
| 2020/21 | Khadija Shaw                    | Girondins Bordeaux     | 22     | Marie-Antoinette Katoto         | Paris SG        | 21     |
| 2021/22 | Marie-Antoinette Katoto         | Paris SG               | 18     | Catarina Macário                | Olympique Lyon  | 14     |
| 2022/23 | Kadidiatou Diani                | Paris SG               | 17     | Mathilde Bourdieu               | Paris FC        | 13     |
| 2023/24 | Tabitha Chawinga                | Paris SG               | 18     | Ada Hegerberg                   | Olympique Lyon  | 12     |
| 2024/25 | Clara Matéo                     | Paris FC               | 18     | Melchie Dumornay                | Olympique Lyon  | 15     |

Über die treffsichersten Spielerinnen der vorangehenden neun Spielzeiten der N1A liegen bisher keine saisonweisen Übersichten vor.

### Auszeichnung der besten Spielerin

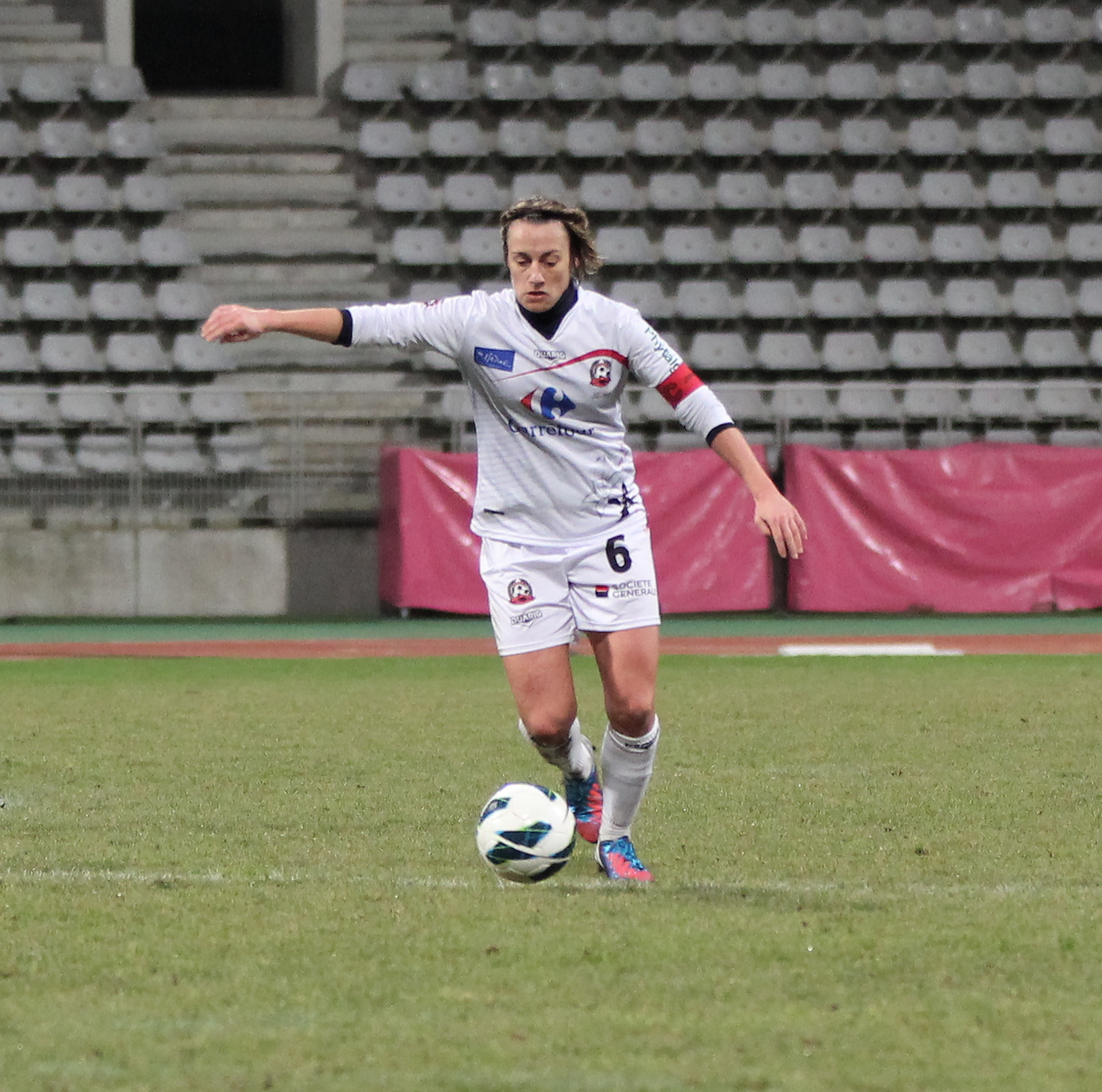
Sandrine Soubeyrand

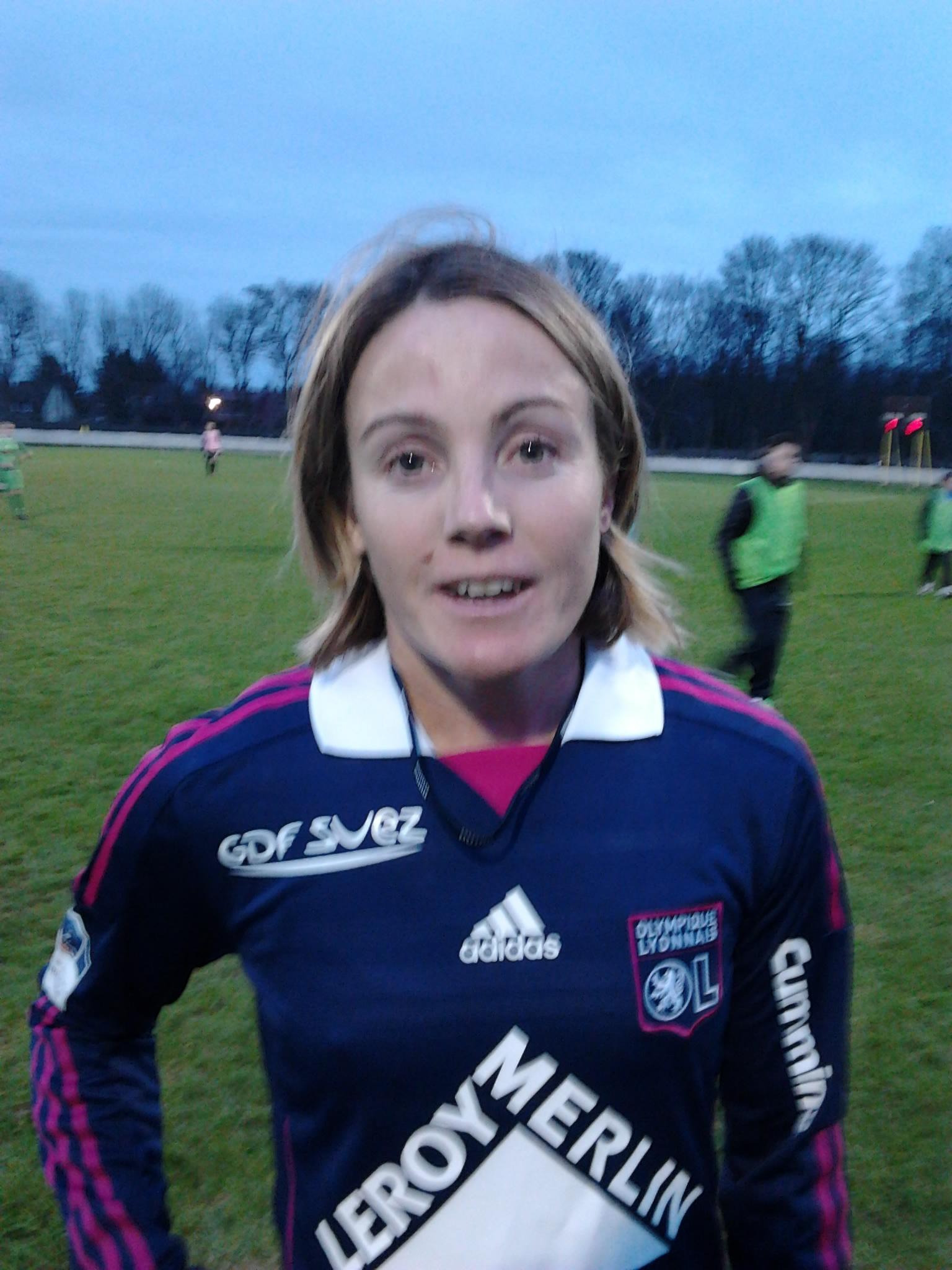
Sonia Bompastor

Heutzutage werden zwei individuelle Auszeichnungen vergeben. Das ist zum einen seit 2001 die Trophäe der Spielergewerkschaft UNFP (Trophée UNFP du football) für die saisonbeste D1-Akteurin; das Ergebnis kommt durch die Kombination einer Spielerinnen- und einer Publikumsabstimmung zustande. Seit 2010 zeichnet auch der Landesverband FFF, ab 2025 der Ligaverband LFFP die beste Fußballerin in Frankreichs höchster Spielklasse (Challenge FFF de la meilleure joueuse) aus, worüber die Mannschaftskapitäninnen und die Trainer der Erstligisten abstimmen.
| Saison  | Auszeichnung der UNFP (g)   | Verein                      | Auszeichnung der FFF        | Verein                      |
| ------- | --------------------------- | --------------------------- | --------------------------- | --------------------------- |
| 2000/01 | Anne Zenoni                 | Toulouse OAC                | noch nicht vergeben         | noch nicht vergeben         |
| 2001/02 | Marinette Pichon            | Olympique Saint-Memmie      | noch nicht vergeben         | noch nicht vergeben         |
| 2002/03 | Sandrine Soubeyrand         | Juvisy FCF                  | noch nicht vergeben         | noch nicht vergeben         |
| 2003/04 | Sonia Bompastor             | HSC Montpellier             | noch nicht vergeben         | noch nicht vergeben         |
| 2004/05 | Marinette Pichon (2.)       | Juvisy FCF                  | noch nicht vergeben         | noch nicht vergeben         |
| 2005/06 | Camille Abily               | HSC Montpellier             | noch nicht vergeben         | noch nicht vergeben         |
| 2006/07 | Camille Abily (2.)          | Olympique Lyon              | noch nicht vergeben         | noch nicht vergeben         |
| 2007/08 | Sonia Bompastor (2.)        | Olympique Lyon              | noch nicht vergeben         | noch nicht vergeben         |
| 2008/09 | Louisa Nécib                | Olympique Lyon              | noch nicht vergeben         | noch nicht vergeben         |
| 2009/10 | Eugénie Le Sommer           | Stade Briochin              | Eugénie Le Sommer           | Stade Briochin              |
| 2010/11 | Élise Bussaglia             | Paris Saint-Germain         | Élise Bussaglia             | Paris Saint-Germain         |
| 2011/12 | Gaëtane Thiney              | Juvisy FCF                  | Julie Morel                 | EA Guingamp                 |
| 2012/13 | Lotta Schelin               | Olympique Lyon              | Shirley Cruz Traña          | Paris Saint-Germain         |
| 2013/14 | Gaëtane Thiney (2.)         | Juvisy FCF                  | Gaëtane Thiney              | Juvisy FCF                  |
| 2014/15 | Eugénie Le Sommer (2.)      | Olympique Lyon              | Sofia Jakobsson             | HSC Montpellier             |
| 2015/16 | Amel Majri                  | Olympique Lyon              | Ada Hegerberg               | Olympique Lyon              |
| 2016/17 | Dzsenifer Marozsán          | Olympique Lyon              | Eugénie Le Sommer (2.)      | Olympique Lyon              |
| 2017/18 | Dzsenifer Marozsán (2.)     | Olympique Lyon              | Dzsenifer Marozsán          | Olympique Lyon              |
| 2018/19 | Dzsenifer Marozsán (3.)     | Olympique Lyon              | Dzsenifer Marozsán (2.)     | Olympique Lyon              |
| 2019/20 | Auszeichnung nicht vergeben | Auszeichnung nicht vergeben | Auszeichnung nicht vergeben | Auszeichnung nicht vergeben |
| 2020/21 | Kadidiatou Diani            | Paris Saint-Germain         | Kadidiatou Diani            | Paris Saint-Germain         |
| 2021/22 | Marie-Antoinette Katoto     | Paris Saint-Germain         | Marie-Antoinette Katoto     | Paris Saint-Germain         |
| 2022/23 | Delphine Cascarino          | Olympique Lyon              | Kadidiatou Diani (2.)       | Paris Saint-Germain         |
| 2023/24 | Tabitha Chawinga            | Paris Saint-Germain         | Tabitha Chawinga            | Paris Saint-Germain         |
| 2024/25 | Clara Matéo                 | Paris FC                    | Clara Matéo                 | Paris FC                    |

Gegebenenfalls wird in Klammern hinter dem Namen angegeben, zum wievielten Mal die Spielerin diese Auszeichnung erhalten hat.